# Liste der Lieder von Udo Jürgens
Diese Liste ist eine Übersicht über die veröffentlichten Lieder und Instrumentalstücke des österreichischen Komponisten, Pianisten und Sängers Udo Jürgens. Coverversionen von Liedern anderer Interpreten sowie Standards (Jazzstandards, Volks- und Weihnachtslieder etc.) sind mit enthalten, sofern sie entweder von Jürgens selbst oder erstmalig posthum auf Tonträger veröffentlicht wurden. Nicht enthalten sind diejenigen eigenen Kompositionen, die ausschließlich von anderen Musikern interpretiert wurden.

## ... , A
| Originaltitel bzw. Titel in anderen Sprachen                           | Autoren                                                                               | Album oder sonstiger Tonträger                                                                           | Jahr | Bemerkungen                                                      |
| ---------------------------------------------------------------------- | ------------------------------------------------------------------------------------- | --- | ---- | ---------------------------------------------------------------- |
| ... und da hab’ ich ihr das Leben gerettet                             | Udo Jürgens, Michael Kunze                                                            | CD: Merci, Udo! 2 (2017)                                                                                 | 1975 | Vö: LP: Udo ’75 – Ein neuer Morgen                               |
| ... und es gibt dich                                                   | Udo Jürgens, Katharina Gerwens                                                        | CD: Café Größenwahn                                                                                      | 1993 |                                                                  |
| ... will ich mit dir                                                   | Udo Jürgens, Friedhelm Lehmann                                                        | CD: Traumtänzer                                                                                          | 1983 |                                                                  |
| 5 Minuten vor 12                                                       | Udo Jürgens, Michael Kunze                                                            | CD: Die Story (1988)                                                                                     | 1982 |                                                                  |
| Abbracciami forte (Italienisch)                                        | Giulio „Mogol“ Rapetti, Carlo Donida (Carlo Donida, Mogol 1965)                       | LP: Portrait in Musik                                                                                    | 1965 |                                                                  |
| Abends                                                                 | Udo Jürgens, Michael Kunze                                                            | CD: Treibjagd                                                                                            | 1985 |                                                                  |
| Aber bitte mit Sahne                                                   | Udo Jürgens, Eckart Hachfeld, Wolfgang Spahr (Hans Adler, Johann Strauss (Sohn) 1934) | CD: Meine Lieder Die großen Erfolge (1984)                                                               | 1976 | Vö: LP: Meine Lieder 2, 1998 neu aufgenommen                     |
| Aber bitte mit Sahne (Fußballtext)                                     | Udo Jürgens, Eckart Hachfeld (Hans Adler, Johann Strauss (Sohn) 1934)                 | CD: Aber bitte mit Sahne (Seine großen Erfolge) (1994)                                                   | 1978 | & Deutsche Fußballnationalmannschaft, Vö: Buenos dias, Argentina |
| Aber du glaubst an mich                                                | Udo Jürgens, Günter Loose (Karel Gott 1968)                                           | CD: Mein Lied für dich (2008)                                                                            | 1968 |                                                                  |
| Aber heiraten wollte er nicht                                          | Ralph Siegel, Eckart Hachfeld                                                         | LP: Udo heute                                                                                            | 1974 |                                                                  |
| Abracciami forte (Italienisch)                                         | Mogol, Carlo Donida                                                                   | LP: Portrait in Musik                                                                                    | 1965 | Beitrag auf dem San Remo Festival 1965 (2. Platz)                |
| Ach Papi, geh’ doch heuer nicht auf die Weihnachtsfeier                | Udo Jürgens, Michael Kunze                                                            | CD: Wenn Es Weihnachten Wird Klingende Grüße vom Christkindlesmarkt (1993)                               | 1974 |                                                                  |
| Ach Papi, geh’ doch heuer nicht auf die Weihnachtsfeier (Neue Version) | Udo Jürgens, Michael Kunze                                                            | CD: Es werde Licht – Meine Winter- und Weihnachtslieder (2003)                                           | 2003 |                                                                  |
| Adagio (Deutsch)                                                       | Udo Jürgens, Walter Brandin, Tomaso Albinoni (Remo Giazotto 1958)                     | CD: Mein Lied für dich (2008)                                                                            | 1968 |                                                                  |
| Adagio (Englisch)                                                      | Udo Jürgens, Walter Brandin, Tomaso Albinoni, Jack Harrison (Remo Giazotto 1958)      | LP: Sings Only For You                                                                                   | 1969 |                                                                  |
| Adagio (Französisch)                                                   | Udo Jürgens, Walter Brandin, Tomaso Albinoni, Gérard Gray (Remo Giazotto 1958)        | 7"Single: Si tu savais                                                                                   | 1968 |                                                                  |
| Adagio (Italienisch)                                                   | Udo Jürgens, Walter Brandin, Tomaso Albinoni, Alberto Testa (Remo Giazotto 1958)      | 7"Single: Adagio                                                                                         | 1968 |                                                                  |
| Adé, ihr Sommertage                                                    | Udo Jürgens, Wolfgang Hofer                                                           | CD: Lieder, die im Schatten stehen 3+4 (1998)                                                            | 1975 | Vö: LP: Udo ’75 – Ein neuer Morgen                               |
| Adler sterben                                                          | Udo Jürgens, Michael Kunze                                                            | CD: Ohne Maske                                                                                           | 1989 |                                                                  |
| All of Me                                                              |                                                                                       | CD: Da Capo, Udo Jürgens! (2022)                                                                         | 1957 | & Combo                                                          |
| Alle Macht den Gefühlen                                                | Udo Jürgens, Wolfgang Hofer                                                           | CD: Es lebe das Laster                                                                                   | 2002 | & Kerstin Ibald                                                  |
| Alle Wege führ’n nach Rom                                              | Udo Jürgens, Peter Wagner, Friedhelm Lehmann                                          | CD: Sempre Roma                                                                                          | 1990 | & Deutsche Fußballnationalmannschaft                             |
| Alles aus Liebe                                                        | Udo Jürgens, Wolfgang Hofer                                                           | CD: Mitten im Leben                                                                                      | 2014 |                                                                  |
| Alles im Griff (auf dem sinkenden Schiff)                              | Udo Jürgens, Wolfgang Hofer                                                           | CD: Portrait eines Stars (1990)                                                                          | 1980 | Vö: LP: Ein Dankeschön all meinen Freunden                       |
| Alles ist so easy                                                      | Udo Jürgens, Rainer Thielmann                                                         | CD: Der ganz normale Wahnsinn                                                                            | 2011 |                                                                  |
| Alles, was fremd ist                                                   |                                                                                       | [ORF-Radio]                                                                                              | 1978 |                                                                  |
| Alles, was gut tut                                                     | Udo Jürgens, Michael Kunze                                                            | CD: Ich werde da sein                                                                                    | 1999 |                                                                  |
| Alles, was ich bin                                                     | Udo Jürgens, Wolfgang Hofer                                                           | CD: Die Story (1988)                                                                                     | 1979 |                                                                  |
| Alright, Okay, You Win (Englisch)                                      | Mayme Watts, Sid Wyche (Ella Johnson 1955)                                            | LP: Udo Now (Compilation)                                                                                | 1971 |                                                                  |
| Als die Musik erklang                                                  | Udo Jürgens, Eckart Hachfeld                                                          | CD: Lieder, die im Schatten stehen 1+2 (1998)                                                            | 1972 | Vö: LP: Ich bin wieder da                                        |
| Als ich fortging                                                       | Udo Jürgens, Michael Kunze, Curt Cress (Arr.)                                         | LP, CD: Udo 90                                                                                           | 2024 | Singstimme aufgenommen 1985                                      |
| Am Tag davor                                                           | Udo Jürgens, Michael Kunze                                                            | CD: Hautnah                                                                                              | 1984 |                                                                  |
| Am Ufer                                                                | Udo Jürgens, Uli Heuel                                                                | CD: Der ganz normale Wahnsinn                                                                            | 2011 |                                                                  |
| Amo te (Italienisch)                                                   | Cassano, Conti, Argenio                                                               | LP: Udo Jürgens (Compilation)                                                                            | 1968 |                                                                  |
| Angela (Deutsch)                                                       | Udo Jürgens, Michael Kunze                                                            | CD: Traumtänzer                                                                                          | 1983 |                                                                  |
| Angela (Englisch)                                                      | Les Reed                                                                              | LP: Sings Only for You                                                                                   | 1969 |                                                                  |
| Annelie-Annelou                                                        | Klaus Munro                                                                           | Annelie-Annelou (TV)                                                                                     | 1962 | & Harald Juhnke, Silvio Francesco                                |
| Annetje und Jan Hendrik                                                | Udo Jürgens, James Krüss                                                              | CD: Die Blumen blühn überall gleich – Seine schönsten Kinderlieder mit den Texten von James Krüss (2023) | 1971 | Vö: Jonny & Jenny – Alle Kinder dieser Welt 2                    |
| Anuschka                                                               | Udo Jürgens, Walter Brandin                                                           | CD: Udo ’80 (1997)                                                                                       | 1969 |                                                                  |
| Atlantis                                                               | Udo Jürgens, Wolfgang Hofer                                                           | CD: Willkommen in meinem Leben (1997)                                                                    | 1981 |                                                                  |
| Atlantis sind wir                                                      | Udo Jürgens, Friedhelm Lehmann                                                        | CD: Treibjagd                                                                                            | 1985 |                                                                  |
| Auch heute noch                                                        | Udo Jürgens, Wolfgang Hofer                                                           | CD: Udo ’80 (1997)                                                                                       | 1979 |                                                                  |
| Auch in Warschau blüht der erste Flieder                               | Udo Jürgens, Michael Kunze                                                            | CD: Lieder voller Poesie (2007)                                                                          | 1974 | Vö: LP: Meine Lieder                                             |
| Auch kleine Steine ziehen große Kreise                                 | Udo Jürgens, Wolfgang Hofer                                                           | CD: Jetzt oder nie                                                                                       | 2005 |                                                                  |
| Auf der Straße der Vergessenheit                                       | Udo Jürgens, Eckart Hachfeld                                                          | CD: Lieder, die im Schatten stehen 1+2 (1998)                                                            | 1971 | Vö: LP: Zeig mir den Platz an der Sonne, 2000 neu aufgenommen    |
| Auf der Suche nach mir selbst                                          | Udo Jürgens, Wolfgang Hofer                                                           | CD: Willkommen in meinem Leben (1997)                                                                    | 1981 |                                                                  |
| Auf meinem Tisch ein weißer Bogen (Deutsch)                            | Udo Jürgens, Reinhard Mey                                                             | CD: Sogar Engel brauchen Glück (1989)                                                                    | 1970 | Vö: LP: Udo ’71, 1989 neu aufgenommen                            |
| Auf meinem Tisch ein weißer Bogen (Englisch: When)                     | Udo Jürgens, Reinhard Mey, John Bromley                                               | LP: International 2                                                                                      | 1971 |                                                                  |
| Auf und nach vorn                                                      | Udo Jürgens, Thomas Christen                                                          | CD: Sempre Roma                                                                                          | 1990 | & Deutsche Fußballnationalmannschaft                             |
| Auf Wiederseh’n und dankeschön                                         | Udo Jürgens, Walter Brandin                                                           | CD: Udo '70 (2004)                                                                                       | 1969 |                                                                  |
| Autumn In New York (Live)                                              |                                                                                       | CD: Einfach Ich – Live 2009                                                                              | 2008 |                                                                  |
| Autumn Leaves (Englisch)                                               | Johnny Mercer, Joseph Kosma (Yves Montand 1946)                                       | CD: Was ich dir sagen will (1997)                                                                        | 1967 |                                                                  |

## B, C
| Originaltitel bzw. Titel in anderen Sprachen                                       | Autoren                                                       | Album oder sonstiger Tonträger                     | Jahr | Bemerkungen |
| ---------------------------------------------------------------------------------- | ------------------------------------------------------------- | -------------------------------------------------- | ---- | --- |
| Babuschkin (Wodka gut für Trallala – Liebe gut für Hopsasa)                        | Udo Jürgens, Walter Brandin                                   | CD: Meine Lieder der 70er (1989)                   | 1970 | Vö: LP: So weit die Züge gehn |
| Back in Brazil (Englisch)                                                          | Udo Jürgens, Don Black                                        | CD: Leave a Little Love (1996)                     | 1981 | |
| Bademantel-Finale (Live)                                                           |                                                               | CD: Tour 1994/95 – 140 Tage Größenwahn             | 1995 | |
| Bademantel-Zugaben (Live)                                                          |                                                               | CD: Jetzt Oder Nie – Live                          | 2005 | |
| Battle Hymn of the Republic (Glory, Glory Hallelujah / When the Saints – Englisch) | Robert Opratko, Julia Ward Howe, William Steffe               | LP: Sings Only for You                             | 1967 | |
| Beach Run (Verfolgung)                                                             |                                                               | CD: Das Traumschiff                                | 1990 | |
| Beautiful Dreamgirl                                                                | Udo Jürgens, Frank Bohlen, Kay Farmer (Stephen Foster 1864)   | DVD: Merci, Udo! (2016)                            | 1964 | |
| Behalt mich lieb, Chérie                                                           | Alfred Morenau, Robert Stolz                                  | LP: Seine großen Erfolge                           | 1969 | |
| Bei deiner Puppe, Mary-Lou                                                         | Udo Jürgens, James Krüss                                      | CD: Merci, Udo! 2 – Christmas Edition (2017)       | 1971 | |
| Beziehungs-Weise                                                                   | Udo Jürgens, Norbert Hammerschmidt                            | CD: Ich werde da sein                              | 1999 | |
| Bis ans Ende meiner Lieder                                                         | Udo Jürgens, Wolfgang Hofer                                   | CD: Jetzt oder nie                                 | 2005 | |
| Bleib bei ihr (Fais-la rire)                                                       | Danyel Gérard, Günter Loose, Ralph Bernet (Hervé Vilard 1965) | CD: Starportrait (Seine größten Hits) (1988)       | 1966 | Vö: LP: Portrait In Musik 2. Folge |
| Bleib bei mir                                                                      | Udo Jürgens, Eckhard Hachfeld                                 | CD: Starportrait (Seine größten Hits) (1988)       | 1973 | Vö: LP: Seine großen Erfolge |
| Bleib doch bis zum Frühstück                                                       | Udo Jürgens, Michael Kunze                                    | CD: Die Story (1988)                               | 1982 | |
| Bleib doch bis zum Frühstück (Neue Version)                                        | Udo Jürgens, Michael Kunze                                    | CD: Sogar Engel brauchen Glück                     | 1989 | |
| Blue South                                                                         |                                                               | CD: Das Traumschiff                                | 1990 | |
| Blue South (Instrumental)                                                          |                                                               | CD-Single:Traumschiff                              | 1990 | |
| Bon jour, bon soir, bon nuit                                                       | Eddie White, Mack Wolfson (Nick Noble 1958)                   | CD: Die Frühen Jahre (2010)                        | 1958 | Vö Single: Hey Stop! Das ist meine Braut |
| Boogie Woogie Baby                                                                 | Udo Jürgens, Wolfgang Hofer                                   | CD: Portrait eines Stars (1990)                    | 1977 | Vö: LP: Lieder, die auf Reisen gehen |
| Bow Musik (Live)                                                                   |                                                               | CD: Der Ganz Normale Wahnsinn – Live               | 2012 | |
| Bridge over Troubled Water (Englisch)                                              | Paul Simon (Simon & Garfunkel 1969)                           | CD: Merci, Udo! 2 [Limited Premium Edition] (2017) | 1973 | Vö: LP: New World of Udo Jürgens |
| Bring ein Licht ins Dunkel                                                         | Udo Jürgens, Thomas Christen, Ludwig Coss                     | CD: Ich werde da sein (1999)                       | 1998 | für den österreichischen Kinderschutzverein |
| Bruder, warum bist du nicht mehr mein Bruder?                                      | Udo Jürgens, Friedhelm Lehmann                                | CD: Traumtänzer                                    | 1983 | |
| Bruder, warum hilfst du mir nicht?                                                 | Udo Jürgens, Eckhard Hachfeld                                 | CD: Lieder, die im Schatten stehen 3+4 (1998)      | 1971 | Vö: LP: Zeig mir den Platz an der Sonne |
| Buenos dias, Argentina (Deutsch)                                                   | Udo Jürgens, Wolfgang Hofer                                   | CD: Meine Lieder – Die großen Erfolge (1984)       | 1978 | & Deutsche Fußballnationalmannschaft, Vö: LP: Buenos dias, Argentina                                                                            |
| Buenos dias, Argentina (Instrumental)                                              | Udo Jürgens                                                   | 7"Single: Buenos dias, Argentina                   | 1978 | als Udo Jürgens Orchestra |
| Buenos dias, Argentina (Spanisch)                                                  | Udo Jürgens, Wolfgang Hofer                                   | LP: Buenos dias, Argentina                         | 1978 | |
| Bye Bye Baby                                                                       | J. Styne, L. Robin, M. Mleinek                                | Udo, Wencke und der blaue Diamant (Fernsehfilm)    | 1979 | mit Wencke Myhre; Coverversion des gleichnamigen amerikanischen Songs aus dem Spielfilm Blondinen bevorzugt (1953), gesungen von Marilyn Monroe |
| Bye Bye Love (Englisch)                                                            | Boudleaux Bryant, Felice Bryant (The Everly Brothers 1957)    | LP: Let’s Sing                                     | 1973 | |
| Café Größenwahn                                                                    | Udo Jürgens, Peter Wagner, Thomas Spitzer                     | CD: Café Größenwahn                                | 1993 | |
| Camminando per Roma (Italienisch)                                                  | Piero Piccioni, Vito Pallavicini                              | LP: 40 x Udo – Seine größten Erfolge               | 1965 | |
| Capri c’est fini (Französisch)                                                     | Hervé Vilard avec Jacques Denjean et son orchestre (1965)     | LP: International                                  | 1965 | |
| Cara-Caramel, Choco-Chocolat                                                       | Heinz Gietz, Hans Bradtke                                     | CD: Die Polydor Jahre (2011)                       | 1960 | Vö: Fein, fein, fein wird das sein (Promo-Single)                                                                                               |
| Carpe diem                                                                         | Udo Jürgens, Michael Kunze                                    | CD Single: Carpe diem                              | 1992 | |
| Champagner regnet vom Himmel (Deutsch)                                             | Udo Jürgens, Thomas Christen                                  | CD: Gestern – heute – morgen                       | 1996 | |
| Champagner regnet vom Himmel (Englisch: A Little Nearer To Heaven)                 | Udo Jürgens, Don Black                                        | CD: Leave a Little Love (1996)                     | 1981 | |
| Ciao, amici, ciao (Italienisch)                                                    | Udo Jürgens, Thomas Christen                                  | CD: Sempre Roma                                    | 1990 | & Deutsche Fußballnationalmannschaft |
| Ciao, amici, ciao (Suaheli: Jambo Jambo)                                           | Udo Jürgens, Kudjoe Todzo                                     | CD: Treibjagd                                      | 1985 | & Billy Kudjoe Todzo |
| Clementine (Deutsch)                                                               | Kurt Feltz, Heinz Gietz                                       | CD: Die Polydor Jahre (2011)                       | 1959 | Vö: Clementine (Single) |
| Clementine (Englisch)                                                              | Kurt Feltz, Heinz Gietz                                       | LP: Let’s Sing Udo                                 | 1973 | |
| Cotton Fields (Englisch)                                                           | Huddie Ledbetter (Leadbelly 1940)                             | CD: Meine Lieder – Die großen Erfolge (1984)       | 1967 | Vö: Sings Only For You |

## D
| Originaltitel bzw. Titel in anderen Sprachen                                                      | Autoren | Album oder sonstiger Tonträger                                                                           | Jahr | Bemerkungen                                                                         |
| ------------------------------------------------------------------------------------------------- | --- | --- | ---- | ----------------------------------------------------------------------------------- |
| Da capo                                                                                           | Udo Jürgens, Thomas Christen | CD: Das blaue Album                                                                                      | 1988 |                                                                                     |
| Dafür brauch’ ich dich                                                                            | Udo Jürgens, Wolfgang Hofer | CD: Der ganz normale Wahnsinn                                                                            | 2011 |                                                                                     |
| Daheim                                                                                            | Udo Jürgens, Hans Gmür, Eckart Hachfeld, Eckart Hachfeld                                                                         | LP: Ich bin wieder da                                                                                    | 1972 |                                                                                     |
| Daheim (Instrumental)                                                                             | Udo Jürgens, Hans Gmür, Eckart Hachfeld, Eckart Hachfeld                                                                         | 7"Single: Wie nennt man das Gefühl (Promo)                                                               | 1973 |                                                                                     |
| Daisy                                                                                             | Udo Jürgens | CD: Merci, Udo! 2                                                                                        | 1962 |                                                                                     |
| Damals – ist ein trauriges Wort                                                                   | Udo Jürgens, Michael Kunze | LP: Ich bin wieder da                                                                                    | 1972 |                                                                                     |
| Damals wollt’ ich erwachsen sein                                                                  | Udo Jürgens, Irma Holder | CD: Unsere Kinder – unsere Zukunft (1987)                                                                | 1977 | Vö: Lieder, die auf Reisen gehen                                                    |
| Daniel’s Song (Instrumental)                                                                      | Udo Jürgens | CD: Traumschiff                                                                                          | 1990 |                                                                                     |
| Danke                                                                                             | Udo Jürgens, Uli Heuel | CD: Jetzt oder nie                                                                                       | 2005 |                                                                                     |
| Danke für dein Nein                                                                               | Udo Jürgens, Michael Kunze | CD: Hautnah                                                                                              | 1984 |                                                                                     |
| Danke für den Abend                                                                               | Udo Jürgens, Thomas Christen | CD: Ich werde da sein                                                                                    | 1999 |                                                                                     |
| Dann kann es sein, daß ein Mann auch einmal weint                                                 | Udo Jürgens, Joachim Fuchsberger                                                                                                 | CD: Udo ’70 (2004)                                                                                       | 1969 |                                                                                     |
| Dann schlug es dreizehn                                                                           | Ralph Siegel, Kurt Hertha | LP: Udo heute                                                                                            | 1974 |                                                                                     |
| Darum steh’ ich zu dir                                                                            | Udo Jürgens, Thomas Christen | CD: Mit 66 Jahren – Was wichtig ist                                                                      | 2000 |                                                                                     |
| Das erste Mal                                                                                     | Udo Jürgens, Walter Brandin | CD: Lieder, die im Schatten stehen 5+6 (1998)                                                            | 1970 | Vö: Udo ’71                                                                         |
| Das Fußball-Ballet                                                                                | Joachim Heider, Joachim Relin | LP: Buenos dias, Argentina                                                                               | 1978 | & Deutsche Fußballnationalmannschaft                                                |
| Das Glück des Augenblicks                                                                         | Udo Jürgens, Uli Heuel | CD: Jetzt oder nie                                                                                       | 2005 |                                                                                     |
| Das Glück hat Flügel                                                                              | Udo Jürgens, Helga Brauneck | CD: Sogar Engel brauchen Glück (1989)                                                                    | 1977 | Vö: Meine Lieder ’77                                                                |
| Das hatten wir schon mal besser                                                                   | Udo Jürgens, Michael Kunze, Thomas Christen                                                                                      | CD: Sempre Roma                                                                                          | 1990 | & Deutsche Fußballnationalmannschaft                                                |
| Das ist dein Tag                                                                                  | Udo Jürgens, Michael Kunze | CD: Aber bitte mit Sahne                                                                                 | 1994 |                                                                                     |
| Das ist dein Tag                                                                                  | Udo Jürgens, Michael Kunze | CD: 140 Tage Größenwahn – Tour 1994/95                                                                   | 1994 | & Jenny Jürgens                                                                     |
| Das ist es, wo die Blumen sind                                                                    | Udo Jürgens, Wolfgang Hofer | CD: Sogar Engel brauchen Glück (1989)                                                                    | 1977 | Vö: Meine Lieder ’77                                                                |
| Das ist nicht gut für mich (Deutsch)                                                              | Udo Jürgens, Frank Bohlen | CD: Starportrait (Seine größten Hits) (1988)                                                             | 1966 | & Françoise Hardy, Vö: Françoise und Udo                                            |
| Das ist nicht gut für mich (Französisch: Ca ne vaut pas l’amour)                                  | Udo Jürgens, Frank Bohlen, Geneviève de Vilmorin                                                                                 | LP: Chansons (Compilation 1967)                                                                          | 1966 |                                                                                     |
| Das ist typisch italienisch                                                                       | Hans Bradtke, Werner Müller | CD: Aller Anfang ist schwer (2008)                                                                       | 1956 | Vö: Monika (Single)                                                                 |
| Das Jahr deiner Träume                                                                            | Udo Jürgens, Wolfgang Hofer | CD: Es werde Licht – Meine Winter- und Weihnachtslieder                                                  | 2003 |                                                                                     |
| Das kann auch dir gescheh’n                                                                       | Udo Jürgens | 7" Single: Das kann auch dir gescheh’n / Hochzeit am Neusiedlersee (Film)                                | 1962 |                                                                                     |
| Das Leben bist du                                                                                 | Udo Jürgens, Wolfgang Hofer | CD: Mitten im Leben                                                                                      | 2014 |                                                                                     |
| Das Leben gewinnt                                                                                 | Udo Jürgens, Wolfgang Hofer | CD: Jetzt oder nie                                                                                       | 2005 |                                                                                     |
| Das Lied, das nie zu Ende geht                                                                    | Ralph Siegel, Kurt Hertha | CD: Ralph Siegel – Ein Leben für die Musik – Die große Jubiläums-Edition                                 | 1973 | Vö: Es ist Zeit für die Liebe                                                       |
| Das Lied eines Fremden                                                                            | | Rendezvous bei Caterina Valente (TV)                                                                     | 1976 |                                                                                     |
| Das sind unsere gold’nen Jahre                                                                    | Udo Jürgens, Peter Wehle | 7"Single: Das kann auch dir gescheh’n DVD: Tanze mit mir in den Morgen (2006)                            | 1962 | im Film im Duett mit Evi Kent                                                       |
| Das Spiel ist aus                                                                                 | Joachim Heider, Joachim Relin | CD: Flügel Bekommen – Seine Ersten Lieder (2009)                                                         | 1978 | & Deutsche Fußballnationalmannschaft, Vö: Buenos dias, Argentina                    |
| Das Spiel mit der Liebe                                                                           | Delle Haensch | CD: Die Polydor Jahre (2011)                                                                             | 1958 | Vö: Immer denk’ ich an Hawaii zurück (Single)                                       |
| Das war ein schöner Tag (Blue Blue Day)                                                           | Ralph Maria Siegel, Don Gibson                                                                                                   | CD: Die Polydor Jahre (2011)                                                                             | 1958 | & Octavios / Vö: Die Insel des Glücks (Single)                                      |
| Das wünsch’ ich dir                                                                               | Udo Jürgens, Michael Kunze | CD: Sogar Engel brauchen Glück (1989)                                                                    | 1982 | Vö: Das wünsch’ ich dir (Single)                                                    |
| Dass ich dich liebe – was geht es dich an?                                                        | Udo Jürgens, Uli Heuel, Johann Wolfgang von Goethe                                                                               | CD: Jetzt oder nie                                                                                       | 2005 |                                                                                     |
| Dein letzter Brief (Deutsch)                                                                      | Udo Jürgens, Walter Brandin (Arturo B. Adamini 1898)                                                                             | CD: Mein Lied für dich (2008)                                                                            | 1968 |                                                                                     |
| Dein letzter Brief (Französisch: Chagrin d´amour)                                                 | Udo Jürgens, Walter Brandin (Arturo B. Adamini 1898)                                                                             | LP: Portrait International                                                                               | 1969 |                                                                                     |
| Dein letzter Brief (Italienisch: Cosa sara)                                                       | Udo Jürgens, Walter Brandin | LP: Udo Jürgens (Compilation)                                                                            | 1968 |                                                                                     |
| Deine besten Jahre                                                                                | Udo Jürgens, Eckart Hachfeld | CD: Lieder, die im Schatten stehen 1+2 (1998)                                                            | 1977 | Vö: Meine Lieder ’77                                                                |
| Deine Einsamkeit (Deutsch)                                                                        | Udo Jürgens, Walter Brandin | CD: Meine Lieder der 70er (1989)                                                                         | 1970 | Vö: Udo ’71                                                                         |
| Deine Einsamkeit (Französisch: C’est le grand mystère)                                            | Pierre Delanoë, Udo Jürgens | LP: International 2                                                                                      | 1972 |                                                                                     |
| Deine Tränen in der Nacht                                                                         | Joachim Relin, Udo Jürgens | 7"Single: Vergiß die Liebe nicht                                                                         | 1972 |                                                                                     |
| Deinetwegen                                                                                       | Udo Jürgens, Thomas Christen | CD: Deinetwegen                                                                                          | 1986 |                                                                                     |
| Denk an mich, kleines Mädchen                                                                     | Udo Jürgens, Michael Kunze | LP: Buenos dias, Argentina                                                                               | 1978 | & Deutsche Fußballnationalmannschaft                                                |
| Denk nicht, daß ich weine                                                                         | Udo Jürgens, Helga Brauneck | LP: Udo heute                                                                                            | 1974 |                                                                                     |
| Der alte Bill                                                                                     | Hans Bradtke, Walter Dobschinski, Fred Oldörp                                                                                    | CD: Aller Anfang ist schwer (2008)                                                                       | 1957 | Vö: Lilly Lu (Single)                                                               |
| Der Brief, den du geschrieben                                                                     | Heinrich Heine | Ich stelle mich (TV)                                                                                     | 1988 |                                                                                     |
| Der Champion                                                                                      | Udo Jürgens, Walter Brandin | CD: Lieder, die im Schatten stehen 5+6 (1998)                                                            | 1971 | Vö: Zeig mir den Platz an der Sonne                                                 |
| Der Erste Sahne Mix                                                                               | Udo Jürgens, Michael Kunze, Eckart Hachfeld, Wolfgang Hofer                                                                      | CD: Countdown Grand Prix 99                                                                              | 1997 |                                                                                     |
| Der Erste Sahne Mix (Neue Version)                                                                | Udo Jürgens, Michael Kunze, Eckart Hachfeld, Wolfgang Hofer                                                                      | CD: Es Lebe Das Laster (2nd Edition)                                                                     | 2003 |                                                                                     |
| Der „Ferien“-Mix                                                                                  | Udo Jürgens, Peter Wagner, Friedhelm Lehmann, Thomas Christen, Billy Todzo                                                       | CD: Der erste Sahne Mix                                                                                  | 1997 |                                                                                     |
| Der ganz normale Wahnsinn                                                                         | Udo Jürgens, Wolfgang Hofer | CD: Der ganz normale Wahnsinn                                                                            | 2011 |                                                                                     |
| Der gekaufte Drachen                                                                              | Udo Jürgens, Irma Holder | CD: Willkommen in meinem Leben (1997)                                                                    | 1981 | 2000 neu aufgenommen                                                                |
| Der gläserne Mensch                                                                               | Udo Jürgens, Oliver Spiecker | CD: Mitten im Leben                                                                                      | 2014 |                                                                                     |
| Der große Abschied                                                                                | Udo Jürgens, Joachim Fuchsberger                                                                                                 | CD: Was ich dir sagen will (1997)                                                                        | 1967 |                                                                                     |
| Der große Abschied (Englisch: Then You Must Go)                                                   | Udo Jürgens, Joachim Fuchsberger                                                                                                 | [TV Niederlande]                                                                                         | 1972 |                                                                                     |
| Der große Abschied (Italienisch: Ridendo vai )                                                    | Udo Jürgens, Joachim Fuchsberger                                                                                                 | LP: Udo Jürgens (Compilation)                                                                            | 1968 |                                                                                     |
| Der „Himmel und Hölle“-Mix                                                                        | | CD: Der erste Sahne Mix                                                                                  | 1997 |                                                                                     |
| Der „Ich bin...“-Mix                                                                              | | CD: Der erste Sahne Mix                                                                                  | 1997 |                                                                                     |
| Der Jonny und die Jenny, die reisten durch die Welt                                               | Udo Jürgens, James Krüss | DVD: Merci, Udo! (2016)                                                                                  | 1971 | Vö: Jonny und Jenny – Alle Kinder dieser Welt                                       |
| Der kleine Bach                                                                                   | Salvatore Adamo, Walter Brandin (Adamo 1967)                                                                                     | LP: Udo                                                                                                  | 1968 |                                                                                     |
| Der kleine Pepe Sanchez                                                                           | James Krüss | CD: Die Blumen blühn überall gleich – Seine schönsten Kinderlieder mit den Texten von James Krüss (2023) | 1973 | Vö: Jonny & Jenny – Alle Kinder dieser Welt 2                                       |
| Der kleine Trommlerjunge (Durch die Stille der Nacht) (aka Little Drummer Boy)                    | Hans Hee, Wolfgang Roloff, Harry Simeone, Katherine K. Davis, Henry Onorati, Johanna Theodora De Bie (Trapp Family Singers 1953) | CD: Es werde Licht – Meine Winter- und Weihnachtslieder                                                  | 2003 |                                                                                     |
| Der lachende Vagabund                                                                             | Peter Moesser, Jim Lowe [II] (Jim Lowe 1953)                                                                                     | CD: Aller Anfang ist schwer (2008)                                                                       | 1958 | Vö: Der lachende Vagabund (Single)                                                  |
| Der „Lieben, Leiden, Leben“-Mix                                                                   | | CD: Der erste Sahne Mix                                                                                  | 1997 |                                                                                     |
| Der Mann ist das Problem                                                                          | Udo Jürgens, Wolfgang Hofer | CD: Mitten im Leben                                                                                      | 2014 |                                                                                     |
| Der Mann mit dem Fagott                                                                           | Udo Jürgens, Wolfgang Hofer | CD: Jetzt oder nie                                                                                       | 2005 |                                                                                     |
| Der Mann mit dem Fagott (Instrumental)                                                            | Udo Jürgens, Wolfgang Hofer | CD: Der Mann mit dem Fagott                                                                              | 2011 |                                                                                     |
| Der Mann mit der Mütze                                                                            | Udo Jürgens, Michael Kunze | CD: Merci, Udo! (2016)                                                                                   | 1978 | & Deutsche Fußballnationalmannschaft, Vö: Buenos dias, Argentina                    |
| Der Mensch lebt von der Erde                                                                      | Udo Jürgens, James Krüss | CD: Die Blumen blühn überall gleich – Seine schönsten Kinderlieder mit den Texten von James Krüss (2023) | 1971 | Vö: Jonny & Jenny – Alle Kinder dieser Welt                                         |
| Der neue Sahne Mix                                                                                | Fred Jay, Udo Jürgens, Michael Kunze, Eckart Hachfeld, Wolfgang Hofer, Thomas Hörbiger                                           | CD: Merci, Udo!                                                                                          | 2016 |                                                                                     |
| Der „Schmunzel“-Mix                                                                               | | CD: Der erste Sahne Mix                                                                                  | 1997 |                                                                                     |
| Der Schrei des Löwen                                                                              | Udo Jürgens, Thomas Christen | CD: Geradeaus!                                                                                           | 1991 |                                                                                     |
| Der Schrei des Löwen / Circle of Life                                                             | Udo Jürgens, Thomas Christen | CD: Es lebe das Laster – Udo live                                                                        | 2004 | mit Billy Kudjoe Todzo; Circle of Life mit Motiven aus dem Film Der König der Löwen |
| Der Schuft                                                                                        | Udo Jürgens, Michael Kunze | CD: Zärtlicher Chaot                                                                                     | 1976 | Vö: LP: Meine Lieder 2                                                              |
| Der Schuft (Neue Version)                                                                         | Udo Jürgens, Michael Kunze | CD: Zärtlicher Chaot                                                                                     | 1995 |                                                                                     |
| Der Sommer ist schneller vorbei, als man denkt                                                    | Udo Jürgens, Brigitte Gerwens, Hans Joachim Balke                                                                                | CD: Lieder, die im Schatten stehen 7 (1998)                                                              | 1976 | Vö: Meine Lieder 2                                                                  |
| Der „Swing“-Mix                                                                                   | | CD: Der erste Sahne Mix                                                                                  | 1997 |                                                                                     |
| Der Teufel hat den Schnaps gemacht                                                                | Udo Jürgens, Michael Kunze | CD: Meine Lieder – Die großen Erfolge (1984)                                                             | 1973 | Vö: Es ist Zeit für die Liebe                                                       |
| Der Teufel hat den Schnaps gemacht                                                                | Udo Jürgens, Michael Kunze | LP: Buenos dias Argentina                                                                                | 1978 | & Deutsche Fußballnationalmannschaft                                                |
| Der Teufel hat den Straps gemacht                                                                 | Udo Jürgens, Thomas Christen | CD: Sempre Roma                                                                                          | 1990 |                                                                                     |
| Der Twist beginnt (aka Let’s Twist Again)                                                         | Chubby Checker | Danke Udo – 50 frühe Erfolge (Compilation 2019)                                                          | 1961 |                                                                                     |
| Der werfe den ersten Stein                                                                        | Udo Jürgens, Uli Heuel | CD: Zärtlicher Chaot                                                                                     | 1995 |                                                                                     |
| Der Wind bist du                                                                                  | Udo Jürgens, Michael Kunze | CD: Treibjagd                                                                                            | 1985 |                                                                                     |
| Der „Zeit“-Mix                                                                                    | | CD: Der erste Sahne Mix                                                                                  | 1997 |                                                                                     |
| Der Zirkus darf nicht sterben                                                                     | Udo Jürgens, Eckart Hachfeld | LP: Meine Lieder 2                                                                                       | 1976 |                                                                                     |
| Despues de ti (aka Du darfst nicht geh’n – Spanisch)                                              | Ernst Bader, Udo Jürgens | LP: Udo Jürgens                                                                                          | 1966 |                                                                                     |
| Diamanten                                                                                         | Udo Jürgens, Thomas Christen | CD: Ohne Maske                                                                                           | 1989 |                                                                                     |
| Diana Mademoiselle                                                                                | Fred Jay, Jonny Bartels, Irving Reid                                                                                             | CD: Die Polydor Jahre (2011)                                                                             | 1960 | Vö: Clementine (Single)                                                             |
| Diciotto anni capelli biondi (aka Siebzehn Jahr’, blondes Haar - Italienisch)                     | Udo Jürgens, Vito Pallavicini, Thomas Hörbiger                                                                                   | LP: Udo Jürgens                                                                                          | 1965 |                                                                                     |
| Die Angst des Schützen vor’m Elfmeter                                                             | Udo Jürgens, Friedhelm Lehmann                                                                                                   | CD: Sempre Roma                                                                                          | 1990 | & Deutsche Fußballnationalmannschaft                                                |
| Die Bank von Santa Fé                                                                             | Lotar Olias | CD: Die Polydor Jahre (2011)                                                                             | 1958 | Vö: Die Bank von Santa Fé (Single)                                                  |
| Die Bäume meiner Kinderzeit                                                                       | Udo Jürgens, Charly Niessen | CD; Unsere Kinder – unsere Zukunft (1987)                                                                | 1970 | Vö: Udo ’71                                                                         |
| Die Blumen blühn überall gleich                                                                   | Udo Jürgens, James Krüss | CD; Unsere Kinder – unsere Zukunft (1987)                                                                | 1971 | Vö: Jonny & Jenny – Alle Kinder dieser Welt                                         |
| Die Frau, die ich nie traf                                                                        | Udo Jürgens, Wolfgang Hofer | CD: Der ganz normale Wahnsinn                                                                            | 2011 |                                                                                     |
| Die Glotze (und das alles in Farbe)                                                               | Udo Jürgens, Michael Kunze | CD: Silberstreifen                                                                                       | 1982 |                                                                                     |
| Die Insel des Glücks                                                                              | Kurt Feltz, Sid Tepper, Roy Bennett                                                                                              | CD: Die Polydor Jahre (2011)                                                                             | 1958 | & Octavios, Vö: Die Insel des Glücks (Single)                                       |
| Die Jenny, der Jonny und ich                                                                      | Udo Jürgens, James Krüss | DVD: Merci, Udo! (2016)                                                                                  | 1971 | Vö: Jonny & Jenny – Alle Kinder dieser Welt                                         |
| Die Kinder von hier und anderswo                                                                  | Udo Jürgens, Wolfgang Hofer | 7"Single: Die Kinder von hier und anderswo                                                               | 1979 |                                                                                     |
| Die kleinen Dinge                                                                                 | Udo Jürgens, Wolfgang Hofer | CD: Star Festival – Gold-Serie (1987)                                                                    | 1975 | Vö: Udo ’75 – Ein neuer Morgen                                                      |
| Die Krone der Schöpfung                                                                           | Udo Jürgens, Thomas Christen | CD: Ich werde da sein                                                                                    | 1999 | & Mario Adorf und die Berliner Philharmoniker                                       |
| Die Leichtigkeit des Seins                                                                        | Udo Jürgens, Uli Heuel | CD: Es lebe das Laster                                                                                   | 2002 |                                                                                     |
| Die Leute (aka Rain)                                                                              | Salvatore Adamo, Walter Brandin                                                                                                  | CD: Meine Lieder der 70er (1989)                                                                         | 1970 | Vö: Udo ’71                                                                         |
| Die Liebe des Morgens                                                                             | Udo Jürgens, Wolfgang Hofer | LP: Ich bin wieder da                                                                                    | 1972 |                                                                                     |
| Die Nacht und das Mädchen                                                                         | Udo Jürgens, Michael Kunze | CD: Lieder, die im Schatten stehen 7 (1998)                                                              | 1979 | Vö: Nur ein Lächeln                                                                 |
| Die riesengroße Gier                                                                              | Udo Jürgens, Oliver Spiecker | CD: Mitten im Leben                                                                                      | 2014 |                                                                                     |
| Die Schwalben fliegen hoch                                                                        | Udo Jürgens, Friedhelm Lehmann                                                                                                   | CD: Traumtänzer                                                                                          | 1983 |                                                                                     |
| Die Sehnsucht bleibt                                                                              | Udo Jürgens, Michael Kunze | CD: Jetzt oder nie                                                                                       | 2005 |                                                                                     |
| Die Sonne und du                                                                                  | Udo Jürgens, Michael Kunze | CD: Traumtänzer                                                                                          | 1983 |                                                                                     |
| Die Stadt in der Sonne                                                                            | Udo Jürgens, Michael Kunze | CD: Meine Lieder der 70er (1989)                                                                         | 1976 | Vö: Meine Lieder 2                                                                  |
| Die unerfüllten Träume                                                                            | Udo Jürgens, Wolfgang Hofer | CD: Einfach ich                                                                                          | 2008 |                                                                                     |
| Die Verbotene Stadt                                                                               | Udo Jürgens, Michael Kunze | CD: Das blaue Album                                                                                      | 1988 |                                                                                     |
| Die Welt braucht Lieder                                                                           | Udo Jürgens, Friedhelm Lehmann                                                                                                   | CD: Das blaue Album                                                                                      | 1988 |                                                                                     |
| Die Welt ist eine Pop-Boutique                                                                    | Udo Jürgens, James Krüss | CD: Die Blumen blühn überall gleich – Seine schönsten Kinderlieder mit den Texten von James Krüss (2023) | 1973 | Vö: Jonny & Jenny – Alle Kinder dieser Welt 2                                       |
| Die Zeit der Zärtlichkeit                                                                         | Udo Jürgens, Michael Kunze | CD: Das blaue Album                                                                                      | 1988 |                                                                                     |
| Disco-Streß                                                                                       | Udo Jürgens, Wolfgang Hofer | CD: Udo ’80                                                                                              | 1979 |                                                                                     |
| Dis-moi le nom de ton ile (aka Zeig mir den Platz an der Sonne – Französisch)                     | Boris Bergman, Udo Jürgens | LP: International 2                                                                                      | 1972 |                                                                                     |
| Do swidanja                                                                                       | Udo Jürgens, Walter Brandin | CD: Star Festival – Gold-Serie (1987)                                                                    | 1968 | Vö: Udo                                                                             |
| Doch abends läßt du mich allein                                                                   | Carl Ulrich Blecher, Melvin Endsley (Marty Robbins 1956)                                                                         | CD: Aller Anfang ist schwer (2008)                                                                       | 1957 | Vö: Doch abends läßt du mich allein (Single)                                        |
| Doch leider ist es nicht wahr                                                                     | Jonny Bartels, Jack Clement | CD: Die Polydor Jahre (2011)                                                                             | 1961 | & Orchester Adalbert Luczkowski, Vö: My Baby, Good Bye (Single)                     |
| Dolce Notte (aka Stille Nacht – Italienisch)                                                      | Franz Xaver Gruber, Joseph Mohr, Paolo Limiti                                                                                    | CD: Die schönsten Lieder zur Weihnachtszeit (2023)                                                       | 1970 | Vö: Buon Natale da Udo Jürgens                                                      |
| Donnerstag                                                                                        | Udo Jürgens, Hans Greiner | CD: Lieder, die im Schatten stehen 7 (1998)                                                              | 1977 | Vö: Lieder, die auf Reisen gehen                                                    |
| Dreh dich, dreh dich, Karussell                                                                   | Udo Jürgens, James Krüss | CD: Die Blumen blühn überall gleich – Seine schönsten Kinderlieder mit den Texten von James Krüss (2023) | 1973 | Vö: Jonny & Jenny – Alle Kinder dieser Welt 2                                       |
| Drei Takte Musik im Herzen                                                                        | Kurt Feltz, Heinz Gietz | CD: Die Polydor Jahre (2011)                                                                             | 1959 | & Margot Eskens, Vö: Drei Takte Musik im Herzen (Single)                            |
| Du (aka Jane-Themas)                                                                              | Udo Jürgens, Friedhelm Lehmann                                                                                                   | CD: Ohne Maske                                                                                           | 1989 |                                                                                     |
| Du allein                                                                                         | Udo Jürgens, Eckart Hachfeld | CD: Lieder, die im Schatten stehen 1+2 (1998)                                                            | 1971 | Vö: LP: Zeig mir den Platz an der Sonne                                             |
| Du bist durchschaut                                                                               | Udo Jürgens, Wolfgang Hofer | CD: Der ganz normale Wahnsinn                                                                            | 2011 |                                                                                     |
| Du darfst nicht geh’n (aka Si tu partais / Se partirai / Despues de ti)                           | Udo Jürgens, Ernst Bader, André Salvet                                                                                           | LP: Meine großen Erfolge                                                                                 | 1964 |                                                                                     |
| Du gingst vorbei (aka Plaisir d’amour)                                                            | Udo Jürgens, Walter Brandin (Aphrodite’s Child 1969)                                                                             | CD: Udo ’70                                                                                              | 1969 |                                                                                     |
| Du lebst in dieser Stadt                                                                          | Udo Jürgens, Walter Brandin | DVD: Merci, Udo! (2016)                                                                                  | 1968 | Vö: LP: Udo                                                                         |
| Du lebst nur einmal                                                                               | Udo Jürgens, Friedhelm Lehmann                                                                                                   | CD: Ich werde da sein                                                                                    | 1999 | & Jenny Jürgens                                                                     |
| Du sollst die Welt für mich sein (aka Quand l’amour nous tient / Se non ti capira’ / Without You) | Udo Jürgens, Ernst Bader, Claude Carrère, André Salvet                                                                           | CD: Merci, Udo! (2016)                                                                                   | 1965 | Vö: Portrait in Musik                                                               |
| Du trinkst zuviel                                                                                 | Udo Jürgens, Michael Kunze | CD: Merci, Udo! (2016)                                                                                   | 1974 | Vö: Udo heute                                                                       |
| Du und ich                                                                                        | Udo Jürgens, Gerd Zielke | CD: Café Größenwahn                                                                                      | 1993 |                                                                                     |
| Du und ich gegen den Rest der Welt                                                                | Udo Jürgens, Thomas Christen | CD: Ohne Maske                                                                                           | 1989 |                                                                                     |

## E
| Originaltitel bzw. Titel in anderen Sprachen                           | Autoren | Album oder sonstiger Tonträger                                  | Jahr | Bemerkungen                                        |
| ---------------------------------------------------------------------- | --- | --------------------------------------------------------------- | ---- | -------------------------------------------------- |
| E’ tutto qui (aka Immer wieder geht die Sonne auf – Italienisch)       | | Single: E’ tutto qui                                            | 1967 |                                                    |
| Edelweiß                                                               | Oscar Hammerstein II, Richard Rodgers (Theodore Bikel / Marilyn Rogers / William Snowden / Evanna Lien / Joseph Stewart / Lauri Peters / Kathy Dunn / Mary Susan Locke / Mary Martin 1959) | LP: Sings Only For You                                          | 1967 |                                                    |
| Ein bisschen Heimat                                                    | Udo Jürgens, Michael Kunze | CD. Silberstreifen                                              | 1982 |                                                    |
| Ein Bote aus besseren Welten                                           | Udo Jürgens, Uli Heuel | CD: Ich werde da sein                                           | 1999 |                                                    |
| Ein ehrenwertes Haus                                                   | Udo Jürgens, Michael Kunze | CD: Meine Lieder – Die großen Erfolge (1984)                    | 1974 | Vö: Meine Lieder                                   |
| Ein ehrenwertes Haus (Neue Version)                                    | Udo Jürgens, Michael Kunze | CD: Mit 66 Jahren (was wichtig ist...)                          | 2000 |                                                    |
| Ein Fußballstar kennt keinen Schmerz                                   | Udo Jürgens, Wolfgang Hofer | LP: Buenos dias, Argentina                                      | 1978 | & Deutsche Fußballnationalmannschaft               |
| Ein guter Stern                                                        | Udo Jürgens, Michael Kunze | CD: Lieder, die im Schatten stehen 3+4                          | 1974 | Vö: Udo heute                                      |
| Ein Kind ist ein Kind                                                  | Udo Jürgens, James Krüss | CD: Unsere Kinder – unsere Zukunft (1987)                       | 1971 | Vö: Jonny & Jenny – Alle Kinder dieser Welt        |
| Ein kleiner Bolivianer                                                 | Udo Jürgens, James Krüss | DVD: Merci, Udo! (2016)                                         | 1971 | Vö: Jonny & Jenny – Alle Kinder dieser Welt        |
| Ein kleines Dankeschön                                                 | Udo Jürgens, Wolfgang Hofer | CD: Da capo – Stationen einer Weltkarriere (2022)               | 1977 | Vö: Lieder, die auf Reisen gehen                   |
| Ein kleines Lied für mich                                              | Udo Jürgens, Michael Kunze | CD: Lieder, die im Schatten stehen 1+2 (1998)                   | 1975 | Vö: Udo ’75 – Ein neuer Morgen                     |
| Ein Lied für alle, die einsam sind                                     | Udo Jürgens, Michael Kunze | CD: Lieder, die im Schatten stehen 7 (1998)                     | 1976 | Vö: Ein Lied für alle, die einsam sind (Single)    |
| Ein Narr sagt dankeschön                                               | Udo Jürgens | CD: Lieder, die im Schatten stehen 1+2 (1998)                   | 1973 | Vö: Es ist Zeit für die Liebe                      |
| Ein neuer Morgen                                                       | Udo Jürgens, Michael Kunze | CD: Star Festival – Gold-Serie (1987)                           | 1975 | Vö: Udo ’75 – Ein neuer Morgen                     |
| Ein paar Steine, zwei Kinder, ein Bach                                 | Udo Jürgens, Wolfgang Hofer | CD: Unsere Kinder – unsere Zukunft (1987)                       | 1977 | Vö: Meine Lieder ’77                               |
| Ein paar Worte, ein paar Töne                                          | Udo Jürgens | CD: Lieder, die im Schatten stehen 1+2 (1998)                   | 1975 | Vö: Udo ’75 – Ein neuer Morgen                     |
| Eine Art von Serenade                                                  | Udo Jürgens, Reinhard Mey | CD: Lieder, die im Schatten stehen 3+4 (1998)                   | 1970 | Vö: Udo ’71                                        |
| Eine Fünf minus                                                        | Udo Jürgens, Irma Holder | CD: Unsere Kinder – unsere Zukunft (1987)                       | 1977 | Vö: Lieder, die auf Reisen gehen                   |
| Eine Fünf minus (Neue Version)                                         | Udo Jürgens, Irma Holder | CD: Gestern – heute – morgen                                    | 1996 |                                                    |
| Eine Hand ist keine Faust                                              | Udo Jürgens, Michael Kunze | CD: Nur das Beste – Folge 2 – Die besten Hits der 70er (2004)   | 1975 | Vö: Udo ’75 – Ein neuer Morgen                     |
| Eine Hand ist keine Faust (Neue Version)                               | Udo Jürgens, Michael Kunze | CD: Merci, Udo! 2 (2017)                                        | 1979 |                                                    |
| Eine Handvoll Diamanten                                                | Lotar Olias | CD: Die Polydor Jahre (2011)                                    | 1958 | Vö: Die Bank von Santa Fé (Single)                 |
| Eine kleine Liebelei                                                   | | Lilly, ein Mädchen aus der Großstadt (Film)                     | 1958 |                                                    |
| Eine Rose für dich                                                     | Joachim Relin, Udo Jürgens, Thomas Hörbiger | CD: Udo ’70                                                     | 1969 |                                                    |
| Einer kommt                                                            | Claus Ritter, Hugo Strasser | CD: Die Polydor Jahre (2011)                                    | 1959 | Vö: Swing am Abend (Single)                        |
| Einer wird gehen                                                       | Joachim Relin, Udo Jürgens, Michèle Vendôme | LP: Meine großen Erfolge                                        | 1964 | Vö: Finito l’amore Die Liebe ist aus (Single)      |
| Einer wird gehen (Französisch: Crois-moi)                              | Udo Jürgens, Michèle Vendôme | LP: Chansons (Compilation 1967)                                 | 1964 |                                                    |
| Einer wird gehen (Italienisch : Credi)                                 | Joachim Relin, Udo Jürgens, Michèle Vendôme | LP: Udo Jürgens (Compilation)                                   | 1965 |                                                    |
| Einfach ich                                                            | Udo Jürgens, Wolfgang Hofer | CD: Einfach ich                                                 | 2008 |                                                    |
| Einfach ich (Instrumental)                                             | Udo Jürgens, Wolfgang Hofer | CD: Einfach ich                                                 | 2008 |                                                    |
| Einmal sind wir alle gleich                                            | Udo Jürgens, Walter Brandin, Giorgio Calabrese (Caterina Valente 1965) | CD: Mein Lied für dich                                          | 1968 | Vö: Udo Jürgens (Compilation)                      |
| Einmal, wenn du gehst (Fassung 1969)                                   | Udo Jürgens | CD: Lieder, die im Schatten stehen 5+6 (1998)                   | 1969 | Vö: Eine Rose für dich                             |
| Einmal, wenn du gehst (aka On the Day You Leave)                       | Udo Jürgens, Judy Cheeks | CD: Da capo – Stationen einer Weltkarriere (2022)               | 1977 | mit Judy Cheeks, Vö: Lieder, die auf Reisen gehen  |
| Einmal, wenn du gehst (Fassung 1996)                                   | Udo Jürgens, Judy Cheeks | CD: Gestern – heute – morgen                                    | 1996 | mit Yvonne Moore                                   |
| Eis zu Feuer                                                           | Udo Jürgens, Michael Kunze | CD: Das blaue Album                                             | 1988 |                                                    |
| Eisblumen                                                              | Udo Jürgens, Wolfgang Hofer | CD: Es werde Licht – Meine Winter- und Weihnachtslieder         | 2003 |                                                    |
| Eleanor Rigby (Englisch)                                               | John Lennon, Paul McCartney (The Beatles 1966) | LP: Udo ’71                                                     | 1970 |                                                    |
| Elfmeter                                                               | Udo Jürgens, Wolfgang Hofer | LP: Buenos dias, Argentina                                      | 1978 | & Deutsche Fußballnationalmannschaft               |
| Engel am Morgen                                                        | Udo Jürgens, Wolfgang Hofer | CD: Silberstreifen (1995)                                       | 1982 |                                                    |
| Engel der Melancholie                                                  | Udo Jürgens, Uli Heuel | CD: Café Größenwahn                                             | 1993 |                                                    |
| Engel einer Nacht                                                      | Udo Jürgens, Wolfgang Hofer | CD: Es lebe das Laster                                          | 2002 |                                                    |
| Entschuldigung, wo geht’s hier zur Hölle? (Sieben mal sieben)          | Udo Jürgens, Michael Kunze | CD: Traumtänzer                                                 | 1983 |                                                    |
| Epilog (Instrumental)                                                  | Nic Raine, Udo Jürgens | CD: Der Mann mit dem Fagott                                     | 2011 |                                                    |
| Er hält den Ball (Sie hält den Daumen)                                 | Udo Jürgens, Michael Kunze | LP: Buenos dias, Argentina                                      | 1978 | & Deutsche Fußballnationalmannschaft               |
| Er oder sie                                                            | Michael Kunze, Ralph Siegel | CD: Ralph Siegel – Lebenswerk eines Komponisten (Teil 1) (2010) | 1973 | Vö: Es ist Zeit für die Liebe                      |
| Erde, kleine Erde                                                      | Udo Jürgens, James Krüss | CD: Leise rieselt der Schnee (1997)                             | 1974 | Vö: Wenn es Weihnachten wird                       |
| Es darf gelacht werden                                                 | Udo Jürgens, Wolfgang Hofer | LP: Buenos dias, Argentina                                      | 1978 | & Deutsche Fußballnationalmannschaft               |
| Es darf gelacht werden (Wahlkampfversion)                              | Udo Jürgens, Wolfgang Hofer | LP: Udo live – Meine Lieder sind wie Hände                      | 1980 |                                                    |
| Es geht auch ohne dich sehr gut                                        | Udo Jürgens | CD: Lieder, die im Schatten stehen 7 (1998)                     | 1973 | Vö: Es ist Zeit für die Liebe                      |
| Es gibt keine häßlichen Mädchen                                        | Udo Jürgens, Michael Kunze | CD: Hautnah                                                     | 1984 |                                                    |
| Es ist noch nicht zu spät (aka Tu le regretteras)                      | Pierre Delanoë, Udo Jürgens, Gilbert Bécaud | DVD: Merci, Udo! (2016)                                         | 1967 | Vö: Portrait in Musik 2                            |
| Es ist Zeit für die Liebe                                              | Udo Jürgens, Ralph Siegel | CD: Die schönsten Lieder zur Weihnachtszeit (2023)              | 1973 | Vö: Es ist Zeit für die Liebe                      |
| Es lebe das Laster                                                     | Udo Jürgens, Wolfgang Hofer | CD: Es lebe das Laster                                          | 2002 |                                                    |
| Es lebe das Laster (Neue Version)                                      | Udo Jürgens, Wolfgang Hofer | CD: Es lebe das Laster [2nd Edition]                            | 2003 |                                                    |
| Es reift so viel Weizen                                                | Udo Jürgens, James Krüss | CD: Unsere Kinder – unsere Zukunft (1987)                       | 1971 | Vö: Jonny & Jenny – Alle Kinder dieser Welt        |
| Es war einmal ein Luftballon                                           | Udo Jürgens, James Krüss | CD: Unsere Kinder – unsere Zukunft (1987)                       | 1971 | Vö: Zeig mir den Platz an der Sonne                |
| Es wär’ schon eine Sünde wert                                          | Michael Kunze, Ralph Siegel | LP: Meine Lieder                                                | 1974 |                                                    |
| Es wär so schön, die ganz Nacht bei dir zu bleiben                     | Udo Jürgens, Michael Kunze | CD: Gefühle – Die schönsten romantischen Schlager 06            | 1974 | Vö: Meine Lieder                                   |
| Es waren weiße Chrysanthemen                                           | Lotar Olias, Erik Wallnau | CD: Aller Anfang ist schwer (2008)                              | 1956 | Vö: Es waren weiße Chrysanthemen (Single)          |
| Es werde Licht                                                         | Udo Jürgens, Wolfgang Hofer | CD: Es werde Licht – Meine Winter- und Weihnachtslieder         | 2003 |                                                    |
| Es wird Nacht, Señorita                                                | Pierre Delanoë, Udo Jürgens, Hugues Aufray, Walter Brandin (Hugues Aufray 1964) | CD: Meine Lieder – Die großen Erfolge (1984)                    | 1968 | Vö: Udo                                            |
| Es zieht ein Spielmann durchs Land                                     | Ben Weisman, Hal Blair, Bruno Balz, Bill Peppers (Jim Reeves 1956) | CD: Aller Anfang ist schwer (2008)                              | 1957 | & Trocaderos, Vö: Jolly Joy hat einen Boy (Single) |
| Even an Angel Has Bad Days (aka Sogar Engel brauchen Glück – Englisch) | Udo Jürgens, Don Black | CD: Leave a Little Love (2011)                                  | 1981 |                                                    |

## F, G, H
| Originaltitel bzw. Titel in anderen Sprachen                                                                            | Autoren                                                                                             | Album oder sonstiger Tonträger                                                                           | Jahr | Bemerkungen                                       |
| --- | --------------------------------------------------------------------------------------------------- | --- | ---- | ------------------------------------------------- |
| Fanfare 2000 (Instrumental)                                                                                             | Udo Jürgens                                                                                         | CD: Ich werde da sein                                                                                    | 1999 |                                                   |
| Fanfare 2008 (Instrumental)                                                                                             | | CD: Einfach ich                                                                                          | 2008 |                                                   |
| Fehlbilanz (Zuwenig und zuviel)                                                                                         | Udo Jürgens, Michael Kunze                                                                          | CD: Geradeaus!                                                                                           | 1991 |                                                   |
| Fehlbilanz (Zuwenig und zuviel) (Neue Version)                                                                          | Udo Jürgens, Michael Kunze                                                                          | CD: Einfach ich                                                                                          | 2008 |                                                   |
| Fein, fein, fein wird das sein                                                                                          | Kurt Feltz, George Goehring                                                                         | CD: Die Polydor Jahre (2011)                                                                             | 1960 | Vö: Fein, fein, fein wird das sein (Promo-Single) |
| Festspielfieber | Udo Jürgens, Gerd Zielke                                                                            | CD: Zärtlicher Chaot                                                                                     | 1995 |                                                   |
| Finito l’amore (Italienisch) (aka Finito l’amore Die Liebe ist aus)                                                     | | Peccato che sia finita cosi (Single)                                                                     | 1964 |                                                   |
| Finito l’amore (Französisch) (aka Finito l’amore Die Liebe ist aus)                                                     | Udo Jürgens, Frank Bohlen, Maurice Vidalin, André Salvet                                            | LP: Chansons (Compilation 1967)                                                                          | 1964 |                                                   |
| Finito l’amore Die Liebe ist aus (aka Finito l’amore / Si todo se acaba)                                                | Udo Jürgens, Frank Bohlen (Nina & Frederik 1963)                                                    | LP: Portrait in Musik                                                                                    | 1964 |                                                   |
| Flieg – flieg in die Sonne                                                                                              | Udo Jürgens, Michael Kunze                                                                          | CD: Geradeaus!                                                                                           | 1991 |                                                   |
| Flieg mit mir | Udo Jürgens, Friedhelm Lehmann                                                                      | CD: Jetzt oder nie                                                                                       | 2005 |                                                   |
| Flieg, Flamingo | Udo Jürgens, Friedhelm Lehmann                                                                      | CD: Das blaue Album                                                                                      | 1988 |                                                   |
| Flug LH 804 | Udo Jürgens, Wolfgang Hofer                                                                         | CD: Es lebe das Laster                                                                                   | 2002 |                                                   |
| Fluß und Stein | Udo Jürgens, Michael Kunze                                                                          | CD: Geradeaus!                                                                                           | 1991 |                                                   |
| Folgst du mir | Udo Jürgens, Thomas Christen                                                                        | CD: Es lebe das Laster                                                                                   | 2002 |                                                   |
| Frag mich nie, was Heimweh ist                                                                                          | Kurt Feltz, Heinz Gietz (Caterina Valente 1957)                                                     | CD: Aller Anfang ist schwer (2008)                                                                       | 1957 | & Octavios, Vö: Peppino (Single)                  |
| Frag nie | Alain Barrière, Ernst Bader (Alain Barrière 1964)                                                   | CD: Starportrait (Seine größten Hits) (1988)                                                             | 1964 | Vö: Portrait in Musik (1965)                      |
| Frauen | Udo Jürgens, Wolfgang Hofer                                                                         | CD: Jetzt oder nie                                                                                       | 2005 |                                                   |
| Fünf Minuten vor zwölf                                                                                                  | | CD: Silberstreifen                                                                                       | 1982 |                                                   |
| Futari no yoake (Japanisch) (aka Morgen bist du nicht mehr allein)                                                      | Udo Jürgens, Walter Brandin, Kazuko Katagiri                                                        | CD: Mein Lied für Dich (2008)                                                                            | 1969 | Vö: Morgen bist du nicht mehr allein (Single)     |
| Gäb' es nur noch dieses Lied für mich (aka If I Never Sing Another Song / Illusionen)                                   | | CD: 140 Tage Größenwahn – Tour 1994/95                                                                   | 1995 |                                                   |
| Gaby wartet im Park | Udo Jürgens, Michael Kunze                                                                          | CD: Willkommen in meinem Leben (1997)                                                                    | 1981 |                                                   |
| Gefeuert | Udo Jürgens, Michael Kunze                                                                          | CD: Portrait eines Stars (1990)                                                                          | 1977 | Vö: Meine Lieder ’77                              |
| Gefeuert (Neue Version)                                                                                                 | Udo Jürgens, Michael Kunze                                                                          | CD: Gestern – heute – morgen                                                                             | 1996 |                                                   |
| Gegen den Wind | Udo Jürgens, Wolfgang Hofer                                                                         | CD: Der ganz normale Wahnsinn                                                                            | 2011 |                                                   |
| Geh vorbei | Udo Jürgens, Günter Loose                                                                           | CD: Merci, Udo! [Limited Premium Edition]                                                                | 1967 | Vö: Portrait in Musik 2                           |
| Gehet hin und vermehret Euch                                                                                            | Udo Jürgens, Friedhelm Lehmann                                                                      | CD: Das blaue Album                                                                                      | 1988 |                                                   |
| Geradeaus | Udo Jürgens, Peter Wagner, Thomas Christen                                                          | CD: Geradeaus!                                                                                           | 1991 |                                                   |
| Geschieden | Eckart Hachfeld, Roland Vincent (Michel Delpech 1973)                                               | CD: Meine Lieder der 70er (1989)                                                                         | 1974 | Vö: Udo heute                                     |
| Gestern – heute – morgen                                                                                                | Udo Jürgens, Thomas Christen                                                                        | CD: Gestern – heute – morgen                                                                             | 1996 |                                                   |
| Gestern war es noch Liebe                                                                                               | Udo Jürgens, Michael Kunze                                                                          | CD: Sogar Engel brauchen Glück (1989)                                                                    | 1974 | Vö: Meine Lieder                                  |
| Gestern war es noch Liebe (Neue Version)                                                                                | Udo Jürgens, Michael Kunze                                                                          | CD: Aber bitte mit Sahne II                                                                              | 1998 |                                                   |
| Gib mir deine Angst | Udo Jürgens, Michael Kunze                                                                          | CD: Silberstreifen (1995)                                                                                | 1982 |                                                   |
| Gina (Englisch) | Les Reed, Mitch Murray                                                                              | LP: Portrait in Musik 2                                                                                  | 1967 |                                                   |
| Giorni di pace (Italienisch) (aka Tage des Friedens)                                                                    | Udo Jürgens, Alberto Testa, Willy Uebelherr                                                         | CD: Buon Natale da Udo Jürgens (2023)                                                                    | 1970 | Vö: Buon Natale da Udo Jürgens                    |
| Glory Glory Halleluja / When The Saints (Englisch) (aka Battle Hymn of the Republic und When the Saints Go Marching In) | Udo Jürgens, Boris Jojić                                                                            | LP: Ich bin wieder da                                                                                    | 1972 |                                                   |
| Glückliche Menschen | Udo Jürgens, Michael Kunze                                                                          | CD: Silberstreifen (1995)                                                                                | 1982 |                                                   |
| Glut und Eis | Udo Jürgens, Friedhelm Lehmann                                                                      | CD: Treibjagd                                                                                            | 1985 |                                                   |
| Griechischer Wein (aka Phile kerna krassi / À mes amours / Come Share the Wine)                                         | Udo Jürgens, Michael Kunze                                                                          | CD: Meine Lieder – Die großen Erfolge (1984)                                                             | 1974 | Vö: Meine Lieder                                  |
| Griechischer Wein (Neue Version)                                                                                        | Udo Jürgens, Michael Kunze                                                                          | CD: Mit 66 Jahren (was wichtig ist...)                                                                   | 2000 |                                                   |
| Griechischer Wein (Englisch: Come Share the Wine)                                                                       | Udo Jürgens, Don Black                                                                              | CD: Da capo – Stationen einer Weltkarriere (2022)                                                        | 1980 | Vö: Seine internationalen Erfolge                 |
| Griechischer Wein (Französisch: À mes amours)                                                                           | Boris Bergman, Udo Jürgens, Eckart Hachfeld                                                         | 7"Single: À mes amours                                                                                   | 1975 |                                                   |
| Guarda negli occhi del bimbo (Italienisch) (aka Schau in die Augen der Kinder)                                          | Udo Jürgens, Walter Brandin, Massimo Venturiello                                                    | CD: Die schönsten Lieder zur Weihnachtszeit (2023)                                                       | 1970 | Vö: Buon Natale da Udo Jürgens                    |
| Gute Reise durch das Leben                                                                                              | Udo Jürgens, Wolfgang Hofer                                                                         | CD: Der ganz normale Wahnsinn                                                                            | 2011 |                                                   |
| Guten Morgen, mein Liebes                                                                                               | Udo Jürgens, Thomas Christen                                                                        | CD: Deinetwegen                                                                                          | 1986 |                                                   |
| Hallo Promille | Udo Jürgens, Wolfgang Hofer                                                                         | CD: Traumtänzer                                                                                          | 1983 |                                                   |
| Hallo, ich bin’s | Udo Jürgens, Friedhelm Lehmann                                                                      | CD: Das blaue Album                                                                                      | 1988 |                                                   |
| Hans und Heiner oder Jeder kriegt, was er verdient                                                                      | Udo Jürgens, Michael Kunze, Ralph Siegel                                                            | LP: Meine Lieder                                                                                         | 1974 |                                                   |
| Happinessmelodie | | DVD: Unsere tollen Nichten (2015)                                                                        | 1963 | & Vivi Bach, Spielfilm                            |
| Hast du heute schon gelebt?                                                                                             | Udo Jürgens, Michael Kunze, George Walther                                                          | CD: Das blaue Album                                                                                      | 1988 |                                                   |
| Hautnah | Udo Jürgens, Michael Kunze                                                                          | CD: Hautnah                                                                                              | 1984 |                                                   |
| Hejo, hejo, Gin und Rum (aka Mary Ann)                                                                                  | Terry Gilkyson, Richard Dehr, Frank Miller, Werner Cyprys (Terry Gilkyson And The Easy Riders 1957) | CD: Aller Anfang ist schwer (2008)                                                                       | 1957 | Vö: Hejo, hejo, Gin und Rum (Single)              |
| Helden Helden Medley | | Udo in Concert                                                                                           | 1973 |                                                   |
| Herzschlag | Udo Jürgens, Michael Kunze                                                                          | CD: Hautnah                                                                                              | 1984 |                                                   |
| He’s Got the Whole World (Jericho) (Englisch)                                                                           | Udo Jürgens, Hans Hammerschmid                                                                      | CD: Udo ’70                                                                                              | 1969 |                                                   |
| Heut spiel’ ich mit Jenny und Jonny                                                                                     | Udo Jürgens, James Krüss                                                                            | CD: Die Blumen blühn überall gleich – Seine schönsten Kinderlieder mit den Texten von James Krüss (2023) | 1973 | Vö: Jonny & Jenny – Alle Kinder dieser Welt 2     |
| Heute beginnt der Rest deines Lebens                                                                                    | Udo Jürgens, Michael Kunze                                                                          | CD: Zärtlicher Chaot                                                                                     | 1995 |                                                   |
| Heute hab’ ich mich in Dich verliebt                                                                                    | Udo Jürgens, Helga Brauneck                                                                         | CD: Lieder, die im Schatten stehen 3+4 (1998)                                                            | 1974 | Vö: Udo heute                                     |
| Hey Jude (Englisch) | | Udo ’70 live                                                                                             | 1970 |                                                   |
| Hey Stop! Das ist meine Braut                                                                                           | Kurt Feltz, Ben Raleigh, Donald Wolf (Marilyn Davies 1958)                                          | CD: Die Polydor Jahre (2011)                                                                             | 1959 | Vö: Hey Stop! Das ist meine Braut (Single)        |
| Hier bin ich zuhause | Udo Jürgens, Thomas Hörbiger, Robert Opratko                                                        | CD: Mein Lied für Dich (2008) Verliebt in Österreich (Dokumentation)                                     | 1967 | Vö: Hier bin ich zuhause (Single)                 |
| Hörst du? | Udo Jürgens, Gerhard Bronner                                                                        | LP: Zeig mir den Platz an der Sonne                                                                      | 1971 |                                                   |
| How about You | | CD: Einfach ich Live                                                                                     | 2009 |                                                   |
| Hü und hott | Udo Jürgens, James Krüss                                                                            | CD: Die Blumen blühn überall gleich – Seine schönsten Kinderlieder mit den Texten von James Krüss (2023) | 1973 | Vö: Jonny & Jenny – Alle Kinder dieser Welt 2     |
| Hully-Gully | Udo Jürgens                                                                                         | EP: Udo Jürgens                                                                                          | 1964 |                                                   |
| Humtata und Tätärä | Udo Jürgens, Michael Kunze                                                                          | CD: Zärtlicher Chaot                                                                                     | 1995 |                                                   |

## I
| Originaltitel bzw. Titel in anderen Sprachen                                                     | Autoren                                                  | Album oder sonstiger Tonträger                                       | Jahr | Bemerkungen                                                                  |
| ------------------------------------------------------------------------------------------------ | -------------------------------------------------------- | -------------------------------------------------------------------- | ---- | ---------------------------------------------------------------------------- |
| I Can – I Will (Englisch) (aka Ich will – ich kann, I Can – I Will)                              | Udo Jürgens, Thomas Christen                             | CD: Merci, Udo! (2016)                                               | 1987 | & Sonja Kimmons, Vö: Ich will – ich kann, I Can – I Will (Single)            |
| I Love Her (Englisch) (aka Ich glaube)                                                           | Peter Callander, Udo Jürgens, Walter Brandin             | LP: Udo Jürgens Sings Only for You (Compilation)                     | 1969 |                                                                              |
| I Still Dream of Jenny (Englisch) (aka Ich träum’ noch von Jenny)                                | Udo Jürgens, Frank Bohlen                                | LP: Udo international (Compilation)                                  | 1981 |                                                                              |
| Ich bin dafür                                                                                    | Udo Jürgens, Wolfgang Hofer                              | CD: Silberstreifen (1995)                                            | 1982 |                                                                              |
| Ich bin für dich                                                                                 | Udo Jürgens, Michael Kunze                               | CD: Treibjagd                                                        | 1985 |                                                                              |
| Ich bin nur ein Mensch                                                                           | Ralph Siegel, Kurt Hertha                                | LP: Es ist Zeit für die Liebe                                        | 1973 |                                                                              |
| Ich bin wieder da                                                                                | Udo Jürgens                                              | CD: Meine Lieder der 70er (1989)                                     | 1972 | Vö: Ich bin wieder da                                                        |
| Ich bleibe am Ball                                                                               | Udo Jürgens, Uli Heuel                                   | CD: Sempre Roma                                                      | 1990 | & Deutsche Fußballnationalmannschaft                                         |
| Ich brauche dich (aka Per vivere)                                                                | Joachim Relin, Nisa, Umberto Bindi                       | LP: Udo Jürgens (Compilation)                                        | 1969 |                                                                              |
| Ich frage nicht                                                                                  | Joachim Relin, Udo Jürgens                               | CD: Lieder voller Poesie (2007)                                      | 1968 | Vö: Udo                                                                      |
| Ich glaube (Fassung 1968) (aka Yo creo / I Love Her)                                             | Udo Jürgens, Walter Brandin                              | CD: Merci, Udo! (2016)                                               | 1968 | Vö: Udo                                                                      |
| Ich glaube (Fassung 1996)                                                                        | Udo Jürgens, Walter Brandin                              |                                                                      | 1996 |                                                                              |
| Ich glaube (Fassung 2000)                                                                        | Udo Jürgens, Walter Brandin                              | CD: Merci, Udo (Compilation 2016)                                    | 2000 | mit Xavier Naidoo                                                            |
| Ich glaube (Fassung 2002)                                                                        | Udo Jürgens, Walter Brandin                              | CD: Ein Saitensprung                                                 | 2002 | & Rainhard Fendrich                                                          |
| Ich glaube an die Liebe                                                                          | Udo Jürgens, Günter Loose                                | CD: Portrait eines Stars (1990)                                      | 1971 | Vö: Zeig mir den Platz an der Sonne                                          |
| Ich glaube an die Liebe (aka Concerto per Elisa)                                                 | Udo Jürgens, Günter Loose, Silvestro Longo               | LP: International 2                                                  | 1972 |                                                                              |
| Ich komm’ vom Mississippi, Tweedy-Cheerio                                                        | Hugo Lischka, Hans Loibner                               | CD: Die Polydor Jahre (2011)                                         | 1962 | Vö: Ich komm’ vom Mississippi, Tweedy-Cheerio (Single)                       |
| Ich küsste dich einmal                                                                           | Kal Mann, Bernie Lowe, Jonny Bartels (Bobby Rydell 1959) | CD: Rock Era – Love Songs (Compilation)                              | 1959 | Vö: Susie, dein Zug ist weg (Single)                                         |
| Ich lass’ euch alles da                                                                          | Udo Jürgens, Thomas Christen                             | CD: Ich werde da sein                                                | 1999 |                                                                              |
| Ich lieb’ dich überhaupt nicht mehr                                                              | Udo Lindenberg (Udo Lindenberg 1987)                     | CD: Ohne Maske                                                       | 1989 |                                                                              |
| Ich lieb’ die leichten Lieder                                                                    | Udo Jürgens, Michael Kunze                               | LP: Udo heute                                                        | 1974 |                                                                              |
| Ich möchte Lieder schreiben, so wie du                                                           |                                                          | [Konzertmitschnitt]                                                  | 1992 |                                                                              |
| Ich möchte tanzen – Oh Well I Wanna to Dance                                                     |                                                          | DVD: Und du mein Schatz bleibst hier (2016)                          | 1961 | & Gus Backus, Musikfilm                                                      |
| Ich sag’ dir nicht, ich liebe dich                                                               | Erwin Halletz, Peter König                               | CD: Die Polydor Jahre (2011) DVD: Drei Liebesbriefe aus Tirol (2015) | 1962 | & Orchester Kurt Edelhagen, Ann Smyrner, Vö: La serenata (Single), Musikfilm |
| Ich sah nur sie                                                                                  | Udo Jürgens, Irma Holder                                 | CD: Willkommen in meinem Leben (1997)                                | 1981 |                                                                              |
| Ich schrieb nie ein Lied für Karin                                                               | Udo Jürgens, Wolfgang Hofer                              | CD: Portrait eines Stars (1990)                                      | 1979 | Vö: Nur ein Lächeln                                                          |
| Ich träum’ davon                                                                                 | Udo Jürgens, Gerhard Bronner                             | LP: Nur ein Lächeln                                                  | 1979 |                                                                              |
| Ich träum’ noch von Jenny (aka I Still Dream of Jenny)                                           | Udo Jürgens, Frank Bohlen                                | LP: Meine großen Erfolge                                             | 1963 | Vö: Schreib mir keinen Brief (Single)                                        |
| Ich versteh’                                                                                     | Udo Jürgens, Peter Moesser                               | LP: Portrait in Musik 2 (1967)                                       | 1966 |                                                                              |
| Ich war niemals fort von dir                                                                     | Udo Jürgens, Wolfgang Hofer                              | CD: Merci, Udo! 2 [Limited Premium Edition] (2016)                   | 1983 | Vö: Lust am Leben (Single)                                                   |
| Ich war noch niemals in New York                                                                 | Udo Jürgens, Michael Kunze                               | CD: Silberstreifen (1995)                                            | 1982 |                                                                              |
| Ich war noch niemals in New York (Neue Version)                                                  | Udo Jürgens, Michael Kunze                               | CD: Mit 66 Jahren (was wichtig ist...)                               | 2000 |                                                                              |
| Ich weiß, du könntest meine Tochter sein (aka Und dabei könnt’ sie meine Tochter sein)           | Udo Jürgens, Michael Kunze                               | CD: Traumtänzer                                                      | 1983 |                                                                              |
| Ich weiß, was ich will                                                                           | Fred Jay, Udo Jürgens                                    | CD: Udo ’80 (1997)                                                   | 1979 |                                                                              |
| Ich werde da sein                                                                                | Udo Jürgens, Uli Heuel                                   | CD: Ich werde da sein                                                | 1999 |                                                                              |
| Ich will – ich kann, I Can – I Will (aka I Can – I Will)                                         | Udo Jürgens, Thomas Christen                             | CD: Deinetwegen                                                      | 1986 | & Sonja Kimmons                                                              |
| Ich würd’ es wieder tun                                                                          | Fred Jay, Udo Jürgens                                    | CD: Willkommen in meinem Leben (1997)                                | 1981 |                                                                              |
| If I Had a Hammer (Englisch)                                                                     | Lee Hays, Peter Seeger                                   | LP: Let’s Sing Udo                                                   | 1973 |                                                                              |
| If I Never Sing Another Song (Englisch) (aka Illusionen / Gäb' es nur noch dieses Lied für mich) | Udo Jürgens, Don Black (Alexandra 1968)                  | CD: Leave a Little Love (1996)                                       | 1981 |                                                                              |
| Ihr Lieben daheim                                                                                | Udo Jürgens                                              | CD: Die schönsten Lieder zur Weihnachtszeit (2023)                   | 1976 | Vö: Meine Lieder 2                                                           |
| Ihr von morgen (Hymne an die Zukunft)                                                            | Udo Jürgens, Michael Kunze                               | CD: Treibjagd                                                        | 1985 |                                                                              |
| Ihr von morgen (Hymne an die Zukunft) (Neu 89)                                                   | Udo Jürgens, Michael Kunze                               | CD: Sogar Engel brauchen Glück                                       | 1989 |                                                                              |
| Ihr von morgen (Hymne an die Zukunft) (Neue Version)                                             | Udo Jürgens, Michael Kunze                               |                                                                      | 1996 |                                                                              |
| Il tempo che fu (Italienisch) (aka Mein erster Weg)                                              |                                                          | Udo Jürgens (Compilation)                                            | 1968 |                                                                              |
| Illusionen                                                                                       | Udo Jürgens, Alexandra (Alexandra 1968)                  | LP: New World Of Udo Jürgens                                         | 1973 |                                                                              |
| Illusionen (Neu) (aka If I Never Sing Another Song / Gäb' es nur noch dieses Lied für mich)      | Udo Jürgens, Alexandra (Alexandra 1968)                  | CD: Merci, Udo! 2 [Limited Premium Edition] (2016)                   | 1974 | Vö: Meine Lieder                                                             |
| Illusionen im April                                                                              |                                                          | New World of Udo Jürgens                                             | 1973 |                                                                              |
| Im Kühlschrank brennt noch Licht                                                                 | Udo Jürgens, Oliver Spiecker                             | CD: Geradeaus!                                                       | 1991 |                                                                              |
| Immer glücklich sein                                                                             |                                                          |                                                                      | 1965 | strittig, ob von Jürgens gesungen                                            |
| Immer wieder denk ich an Hawaii zurück                                                           | Hal Winn                                                 | CD: Die Polydor Jahre (2011)                                         | 1958 | Vö: Immer denk’ ich an Hawaii zurück (Single)                                |
| Immer wieder geht die Sonne auf (aka E’ tutto qui)                                               | Udo Jürgens, Thomas Hörbiger                             | CD: Was ich dir sagen will (1997)                                    | 1967 |                                                                              |
| In allen Dingen lebt ein Lied                                                                    | Udo Jürgens, Wolfgang Hofer                              | CD: Jetzt oder nie                                                   | 2005 |                                                                              |
| In den Armen der Nacht                                                                           | Udo Jürgens, Thomas Christen                             | CD: Ohne Maske                                                       | 1989 |                                                                              |
| In dieser Welt (aka Si tu savais / Io sto con te / Vas a volver)                                 | Udo Jürgens, Günter Loose                                | CD: Was ich dir sagen will (1997)                                    | 1967 |                                                                              |
| In festen Händen                                                                                 | Udo Jürgens, Thomas Christen                             | CD: Mit 66 Jahren – Was wichtig ist                                  | 2000 |                                                                              |
| In Lüneburg war Volksfest                                                                        | Udo Jürgens, Norbert Hammerschmidt                       | CD: Geradeaus!                                                       | 1991 |                                                                              |
| Indra (Deutsch)                                                                                  | Udo Jürgens, Walter Brandin                              | LP: So weit die Züge geh’n (Compilation)                             | 1970 |                                                                              |
| Indra (Englisch)                                                                                 |                                                          | Udo now (Compilation)                                                | 1971 |                                                                              |
| Io sto con te (Italienisch) (aka In dieser Welt)                                                 |                                                          | Udo Jürgens (Compilation)                                            | 1968 |                                                                              |
| Irgendwann                                                                                       | Udo Jürgens, Walter Brandin                              | LP: Udo ’71                                                          | 1970 |                                                                              |
| Ist das nichts?                                                                                  | Udo Jürgens, Irma Holder                                 | CD: Udo ’80 (1997)                                                   | 1979 |                                                                              |

## J, K, L
| Originaltitel bzw. Titel in anderen Sprachen                         | Autoren                                                                   | Album oder sonstiger Tonträger                                                                           | Jahr | Bemerkungen                                                                                       |
| -------------------------------------------------------------------- | ------------------------------------------------------------------------- | --- | ---- | ------------------------------------------------------------------------------------------------- |
| Jamaica Mama (Englisch)                                              | Udo Jürgens, Cal Parsons                                                  | LP: Udo ’80                                                                                              | 1979 |                                                                                                   |
| Jane-Thema (Instrumental)                                            | Udo Jürgens                                                               | LP: Meine Lieder 2                                                                                       | 1976 |                                                                                                   |
| Je älter die Geige, desto schöner ihr Klang                          | Michael Kunze, Ralph Siegel                                               | LP: Meine Lieder                                                                                         | 1974 |                                                                                                   |
| Je t’attends a Vienne (Französisch) (aka So wie eine Rose)           | Carl Ulrich Blecher, Udo Jürgens, Robert Gall                             | LP: Chansons (Compilation 1967)                                                                          | 1966 |                                                                                                   |
| Jeder lügt, so gut er kann                                           | Udo Jürgens, Walter Brandin                                               | CD: Da capo – Stationen einer Weltkarriere (2022)                                                        | 1974 | Vö: Meine Lieder                                                                                  |
| Jeder so, wie er mag                                                 | Udo Jürgens, Michael Kunze                                                | CD: Deinetwegen                                                                                          | 1986 |                                                                                                   |
| Jeder Traum hat ein Ende (aka La fine / The End)                     | Bert Reisfeld, Jimmy Krondes, Sid Jacobson (Earl Grant 1958)              | CD: Mein Lied für dich (2008)                                                                            | 1968 |                                                                                                   |
| Jenja (Geburtstagsversion)                                           | Udo Jürgens, James Krüss                                                  | CD: Die Blumen blühn überall gleich – Seine schönsten Kinderlieder mit den Texten von James Krüss (2023) | 1973 | Vö: Jonny & Jenny – Alle Kinder dieser Welt 2                                                     |
| Jenja (Weihnachtsversion)                                            | Udo Jürgens, James Krüss                                                  | CD: Unsere Kinder – unsere Zukunft (1987)                                                                | 1974 | Vö: Wenn es Weihnachten wird                                                                      |
| Jenny (aka Jenny, Oh Jenny)                                          | Udo Jürgens                                                               | CD: Star Festival – Gold-Serie (1987)                                                                    | 1960 | Vö: Portrait in Musik                                                                             |
| Jenny (Neu 1)                                                        | Udo Jürgens                                                               | | 1970 |                                                                                                   |
| Jenny (Neu 2)                                                        | Udo Jürgens                                                               | CD: Meine Lieder der 60er (1989)                                                                         | 1972 | Vö: Portrait in Musik                                                                             |
| Jenny (Neu 3)                                                        | Udo Jürgens                                                               | CD: Gestern – heute – morgen                                                                             | 1996 |                                                                                                   |
| Jenny / Liebe ohne Leiden (Live)                                     | Udo Jürgens, Wolfgang Hofer                                               | CD: Da capo – Stationen einer Weltkarriere (2022)                                                        | 1985 | & Jenny Jürgens                                                                                   |
| Jenny, Oh Jenny (Englisch) (aka Jenny)                               | Udo Jürgens, Albert Beach                                                 | CD: Die Polydor Jahre (2011)                                                                             | 1961 | Vö: Jenny, Oh Jenny (Single)                                                                      |
| Jenny, Oh Jenny (Englisch) (Neu)                                     |                                                                           | | 1970 |                                                                                                   |
| Jetzt oder nie                                                       | Udo Jürgens, Wolfgang Hofer                                               | CD: Jetzt oder nie                                                                                       | 2005 |                                                                                                   |
| Jingle Bells (Englisch)                                              | Robert Opratko, James Pierpont, Paolo Limiti                              | CD: Die schönsten Lieder zur Weihnachtszeit (2023)                                                       | 1968 | Vö: Wünsche zur Weihnachtszeit                                                                    |
| Jingle Bells (Italienisch: Corre e va)                               | Robert Opratko, James Pierpont, Paolo Limiti                              | CD: Merci, Udo! 2                                                                                        | 1970 | Vö: Buon Natale da Udo Jürgens                                                                    |
| Johnny Boy                                                           | Udo Jürgens                                                               | LP: Was ich dir sagen will                                                                               | 1967 |                                                                                                   |
| Jolly Joy hat einen Boy                                              | Lou Stallman, Carl Niessen, Joe Shapiro (Perry Como 1957)                 | CD: Aller Anfang ist schwer (2008)                                                                       | 1957 | & Trocaderos / Vö: Jolly Joy hat einen Boy (Single)                                               |
| Kairo bei Nacht                                                      | Udo Jürgens, Wolfgang Hofer                                               | LP: Willkommen in meinem Leben                                                                           | 1981 |                                                                                                   |
| Kai’s Thema                                                          | Udo Jürgens                                                               | CD: Das Traumschiff                                                                                      | 1990 |                                                                                                   |
| Keine war so wie du                                                  | Udo Jürgens, Michael Kunze                                                | CD: Café Größenwahn                                                                                      | 1993 |                                                                                                   |
| Kind einer Nacht                                                     | Udo Jürgens, Michael Kunze                                                | CD: Unsere Kinder – unsere Zukunft (1987)                                                                | 1977 | Vö: Meine Lieder ’77                                                                              |
| Kiss Me Quick                                                        | Mort Shuman, Doc Pomus, Andreas Baum (Elvis Presley 1963)                 | CD: Elvis Hits in Deutsch – Folge 4 (Compilation) (2004)                                                 | 1963 | Vö: Kiss Me Quick (Single)                                                                        |
| Komm, laß mich nie mehr allein                                       | Udo Jürgens, Helga Brauneck                                               | CD: Lieder, die im Schatten stehen 3+4 (1998)                                                            | 1974 | Vö: Udo heute                                                                                     |
| Kurze Unterbrechung                                                  | Udo Jürgens, Rainer Thielmann                                             | CD: Café Größenwahn                                                                                      | 1993 |                                                                                                   |
| La fine (Italienisch) (aka Jeder Traum hat ein Ende)                 |                                                                           | Udo Jürgens (Compilation)                                                                                | 1968 |                                                                                                   |
| La serenata                                                          | Erwin Halletz, Peter König                                                | CD: Die Polydor Jahre (2011) DVD: Drei Liebesbriefe aus Tirol (2015)                                     | 1962 | & Orchester Kurt Edelhagen; im Film im Duett mit Ann Smyrner / Vö: La serenata (Single) Musikfilm |
| Ladies And Gentlemen                                                 | Udo Jürgens, Friedhelm Lehmann                                            | CD: Deinetwegen                                                                                          | 1986 |                                                                                                   |
| Lange noch werde ich träumen von dir (Deutsch)                       | Walter Brandin, Romuald Figuier, Jacques Chaumelle (Romuald Figuier 1967) | CD: Mein Lied für dich                                                                                   | 1968 |                                                                                                   |
| Lange noch werde ich träumen von dir (Italienisch: Amare per vivere) | Walter Brandin, Romuald Figuier, Jacques Chaumelle (Romuald Figuier 1967) | LP: Udo Jürgens (Compilation)                                                                            | 1968 |                                                                                                   |
| Lass ein wenig Liebe da                                              | Udo Jürgens, Wolfgang Hofer                                               | CD: Der ganz normale Wahnsinn                                                                            | 2011 |                                                                                                   |
| Leave a Little Love (Englisch)                                       | Udo Jürgens, Will Jennings                                                | CD: Leave a Little Love                                                                                  | 1981 |                                                                                                   |
| Lebe wohl, mein halbes Leben                                         | Udo Jürgens, Friedhelm Lehmann                                            | CD: Traumtänzer                                                                                          | 1983 |                                                                                                   |
| Leben in Blue Jeans                                                  | Udo Jürgens, Michael Kunze                                                | CD: Café Größenwahn                                                                                      | 1993 |                                                                                                   |
| Leg die Knarre weg                                                   | Kurt Feltz, Johnny Cash (Johnny Cash 1958)                                | CD: Die Polydor Jahre (2011)                                                                             | 1959 | Vö: Leg die Knarre weg (Single)                                                                   |
| Leise rieselt der Schnee (Deutsch)                                   | Eduard Ebel 1895                                                          | CD: Wünsche zur Weihnachtszeit (1991)                                                                    | 1968 |                                                                                                   |
| Leise rieselt der Schnee (Italienisch: Buon Natale mio amor)         | Eduard Ebel 1895                                                          | CD: Die schönsten Lieder zur Weihnachtszeit (2023)                                                       | 1970 | Vö: Buon Natale da Udo Jürgens                                                                    |
| Leise rieselt der Schnee (Neu)                                       | Eduard Ebel 1895                                                          | CD: Es werde Licht – Meine Winter- und Weihnachtslieder                                                  | 2003 |                                                                                                   |
| Letzte Ausfahrt Richtung Liebe                                       | Udo Jürgens, Wolfgang Hofer                                               | CD: Einfach ich                                                                                          | 2008 |                                                                                                   |
| Libero                                                               | Udo Jürgens, Michael Kunze                                                | LP: Udo ’75 – Ein neuer Morgen                                                                           | 1975 |                                                                                                   |
| Lieb Vaterland                                                       | Udo Jürgens, Eckart Hachfeld                                              | CD: Meine Lieder der 70er (1989)                                                                         | 1971 | Vö: Lieb’ Vaterland (Single)                                                                      |
| Lieb Vaterland (Neu)                                                 | Udo Jürgens, Eckart Hachfeld                                              | | 1998 |                                                                                                   |
| Liebe bleibt Liebe                                                   | Udo Jürgens, Frank Ramond                                                 | CD: Mitten im Leben                                                                                      | 2014 |                                                                                                   |
| Liebe ist, wenn ...                                                  | Udo Jürgens, Michael Kunze                                                | LP: Meine Lieder 2                                                                                       | 1976 |                                                                                                   |
| Liebe lebt                                                           | Udo Jürgens, Wolfgang Hofer                                               | CD: Der ganz normale Wahnsinn                                                                            | 2011 |                                                                                                   |
| Liebe ohne Leiden                                                    | Udo Jürgens, Wolfgang Hofer, Jenny Jürgens                                | CD: Hautnah                                                                                              | 1984 | & Jenny Jürgens                                                                                   |
| Liebe will alles                                                     | Udo Jürgens, Wolfgang Hofer                                               | CD: Einfach ich                                                                                          | 2008 |                                                                                                   |
| Lieben, das heißt glauben (Deutsch)                                  | Udo Jürgens                                                               | LP: Portrait in Musik 2                                                                                  | 1966 |                                                                                                   |
| Lieben, das heißt glauben (Französisch: Aimer)                       | Udo Jürgens                                                               | LP: Chansons (Compilation 1967)                                                                          | 1966 |                                                                                                   |
| Lieben, Leiden und Leben                                             | Udo Jürgens, Thomas Christen                                              | CD: Zärtlicher Chaot                                                                                     | 1995 |                                                                                                   |
| Lieder                                                               | Udo Jürgens, Hanno Bruhn                                                  | CD: Es lebe das Laster – 2nd Edition                                                                     | 2003 |                                                                                                   |
| Lieder, die auf Reisen gehen                                         | Udo Jürgens, Wolfgang Hofer                                               | CD: Lieder, die im Schatten stehen 7 (1998)                                                              | 1977 | Vö: Lieder, die auf Reisen gehen                                                                  |
| Lilly Lu                                                             | Carl Ulrich Blecher, Al Hoffman, Dick Manning                             | CD: Aller Anfang ist schwer (2008)                                                                       | 1957 | Vö: Lilly Lu (Single)                                                                             |
| Little Jim, little Jack, little Joe                                  | Charly Niessen, Peter Igelhoff                                            | CD: Aller Anfang ist schwer (2008)                                                                       | 1957 | Vö: Hejo, hejo, Gin und Rum (Single)                                                              |
| Lonesome Road (Englisch)                                             | (Nat Shilkret & Gene Austin 1927)                                         | Udo live                                                                                                 | 1968 |                                                                                                   |
| Love Is Here to Stay (Englisch)                                      | George Gershwin, Ira Gershwin                                             | CD: Der Mann mit dem Fagott                                                                              | 2011 |                                                                                                   |
| Love Story (Englisch)                                                | Francis Lai, Carl Sigman                                                  | LP: New World of Udo Jürgens                                                                             | 1973 |                                                                                                   |
| Lust am Leben                                                        | Udo Jürgens, Michael Kunze, Robert Ponger                                 | CD: Merci, Udo! [Limited Premium Edition] (2018)                                                         | 1983 | Vö: Lust am Leben (Single)                                                                        |
| Lust am Leben (Neu)                                                  | Udo Jürgens, Michael Kunze, Robert Ponger                                 | CD: Gestern – heute – morgen                                                                             | 1996 |                                                                                                   |

## M
| Originaltitel bzw. Titel in anderen Sprachen                              | Autoren                                                                            | Album oder sonstiger Tonträger                                 | Jahr | Bemerkungen                                                     |
| ------------------------------------------------------------------------- | ---------------------------------------------------------------------------------- | -------------------------------------------------------------- | ---- | --------------------------------------------------------------- |
| Mach dir deine Welt                                                       | Udo Jürgens, Michael Kunze                                                         | CD: Es lebe das Laster                                         | 2002 |                                                                 |
| Mädchen, was soll ich dir singen?                                         | Udo Jürgens, Miriam Frances                                                        | LP: Udo ’75 – Ein neuer Morgen                                 | 1975 |                                                                 |
| Madonna in der Hölle                                                      | Udo Jürgens, Thomas Christen                                                       | CD: Café Größenwahn                                            | 1993 |                                                                 |
| Magica notte felice (Italienisch: Süßer die Glocken nie klingen)          | Aldo Locatelli, Friedrich Wilhelm Kritzinger, Lecorde                              | CD: Die schönsten Lieder zur Weihnachtszeit (2023)             | 1970 | Vö: Buon Natale da Udo Jürgens                                  |
| Maintenant je peux sourire (Französisch)                                  | Bernard Kesslair, André Salvet                                                     | LP: Portrait in Musik 2 (1967)                                 | 1966 |                                                                 |
| Mais tu t’en vas (Französisch)                                            | Udo Jürgens, André Salvet                                                          | LP: Portrait in Musik 2 (1967)                                 | 1966 |                                                                 |
| Manchmal hass' ich mich                                                   | Udo Jürgens, Thomas Christen                                                       | CD: Zärtlicher Chaot                                           | 1995 |                                                                 |
| Manchmal kannst du nicht schlafen                                         | Udo Jürgens, Miriam Frances                                                        | CD: Sogar Engel brauchen Glück (1989)                          | 1976 | Vö: Meine Lieder 2                                              |
| Manchmal passiert’s (aka Once in a While)                                 | Udo Jürgens, Harold Faltermeyer, Thomas Christen                                   | CD: Mit 66 Jahren – Was wichtig ist                            | 2000 |                                                                 |
| Marathon-Mann (Endlich Liebe)                                             | Udo Jürgens, Thomas Christen                                                       | CD: Geradeaus!                                                 | 1991 |                                                                 |
| Maria (Englisch)                                                          | Leonard Bernstein, Stephen Sondheim (Larry Kert 1967)                              | LP: Was ich dir sagen will                                     | 1967 |                                                                 |
| Marie l’amour (Französisch)                                               | Boris Bergman, Udo Jürgens                                                         | 7"Single: À mes amour                                          | 1975 |                                                                 |
| Mary Ann (Englisch) (aka Hejo, hejo, Gin und Rum)                         | Terry Gilkyson, Richard Dehr, Frank Miller (Terry Gilkyson & The Easy Riders 1957) | LP: Udo ’70                                                    | 1969 |                                                                 |
| Masken, Masken                                                            | Udo Jürgens, Thomas Christen                                                       | CD: Ohne Maske                                                 | 1989 |                                                                 |
| Matador (Deutsch)                                                         | Udo Jürgens, Walter Brandin                                                        | CD: Portrait eines Stars (1990)                                | 1968 | Vö: Udo                                                         |
| Matador (Spanisch)                                                        | Udo Jürgens, Walter Brandin, Raúl Alexis                                           | LP: Udo international (Compilation)                            | 1969 |                                                                 |
| Mathilda (Englisch)                                                       | Norman Span (King Radio 1938)                                                      | CD: Meine Lieder – Die großen Erfolge (1984)                   | 1968 | Vö: Udo                                                         |
| Mayerling (Deutsch)                                                       | Udo Jürgens, Michael Kunze                                                         | CD: Meine Lieder der 70er (1989)                               | 1972 | Vö: Ich bin wieder da                                           |
| Mayerling (Französisch)                                                   | Udo Jürgens, Michael Kunze                                                         | 7"Single: Qui-est il                                           | 1972 |                                                                 |
| Me faltas tu, mi amor (Spanisch) (aka Das ist nicht gut mich)             | Udo Jürgens, Frank Bohlen, Pacho                                                   | EP: Udo Jurgens canta en Espanol – Gran Premio Eurovision 1966 | 1966 |                                                                 |
| Medley (Der Teufel hat den Schnaps gemacht / Anuschka / Tante Emma)       |                                                                                    | CD: Aber bitte mit Sahne                                       | 2004 |                                                                 |
| Medley (Mathilda / Es wird Nacht Señorita / Cottonfields)                 |                                                                                    | CD: Aber bitte mit Sahne                                       | 1994 |                                                                 |
| Mehr als nur vier Wände                                                   | Udo Jürgens, Thomas Christen                                                       | CD: Ich werde da sein                                          | 1999 |                                                                 |
| Mehr Leben                                                                | Udo Jürgens, Thomas Christen                                                       | CD: Zärtlicher Chaot                                           | 1995 |                                                                 |
| Mein Baum                                                                 | Udo Jürgens, Friedhelm Lehmann                                                     | CD: Hautnah                                                    | 1984 |                                                                 |
| Mein Bruder ist ein Maler                                                 | Udo Jürgens, Wolfgang Hofer                                                        | CD: Portrait eines Stars (1990)                                | 1977 | Vö: Meine Lieder ’77                                            |
| Mein Bruder ist ein Maler (Neu)                                           | Udo Jürgens, Wolfgang Hofer                                                        | CD: Gestern – heute – morgen                                   | 1996 |                                                                 |
| Mein erster Weg (aka Il tempo che fu)                                     | Udo Jürgens, Suzanne Doucet                                                        | LP: Was ich dir sagen will                                     | 1967 |                                                                 |
| Mein erster Weg                                                           | Udo Jürgens, Suzanne Doucet                                                        | CD: Der ganz normale Wahnsinn                                  | 2011 |                                                                 |
| Mein Freund, der Clown                                                    | Udo Jürgens, Walter Brandin                                                        | CD: Udo ’70 (2004)                                             | 1969 |                                                                 |
| Mein Gesicht                                                              | Udo Jürgens, Wolfgang Hofer                                                        | CD: Hautnah                                                    | 1984 |                                                                 |
| Mein größter Wunsch                                                       | Udo Jürgens, Katharina Gerwens                                                     | CD: Geradeaus!                                                 | 1991 |                                                                 |
| Mein größter Wunsch (Deutsch/Englisch)                                    | Udo Jürgens, Katharina Gerwens                                                     | CD: Die schönsten Lieder zur Weihnachtszeit (2023)             | 2014 | & José Carreras                                                 |
| Mein Gruß an die verlorene Kindheit                                       | Udo Jürgens, Miriam Frances                                                        | LP: Ich bin wieder da                                          | 1972 |                                                                 |
| Mein Herz ist in Musik verliebt                                           |                                                                                    |                                                                |      |                                                                 |
| Mein Klavier                                                              | Udo Jürgens, Wolfgang Hofer                                                        | CD: Lieder, die im Schatten stehen 7 (1998)                    | 1972 | Vö: Ich bin wieder da                                           |
| Mein Leben Parodie                                                        |                                                                                    | Udo in Concert                                                 | 1973 |                                                                 |
| Mein Lied                                                                 |                                                                                    | Tanzcocktail (Compilation 2011)                                | 1956 | & Franz Thon und seiner NDR-Bigband                             |
| Mein Weg zu mir                                                           | Udo Jürgens, Wolfgang Hofer                                                        | CD: Jetzt oder nie                                             | 2005 |                                                                 |
| Mein Ziel                                                                 | Udo Jürgens, Oliver Spiecker                                                       | CD: Mitten im Leben                                            | 2014 |                                                                 |
| Meine Antwort                                                             | Udo Jürgens, Thomas Christen                                                       | CD: Zärtlicher Chaot                                           | 1995 |                                                                 |
| Meine Lieder                                                              | Udo Jürgens, Helga Brauneck                                                        | LP: Udo ’75 – Ein neuer Morgen                                 | 1975 |                                                                 |
| Mensch Alter, mach’s gut                                                  | Udo Jürgens, Uli Heuel                                                             | CD: Es lebe das Laster                                         | 2002 |                                                                 |
| Merci, Chérie (Deutsch)                                                   | Udo Jürgens, Thomas Hörbiger                                                       | CD: Meine Lieder – Die großen Erfolge (1984)                   | 1966 | Vö: Merci Chérie (Single)                                       |
| Merci, Chérie (Deutsch) (Neu 1)                                           | Udo Jürgens, Thomas Hörbiger                                                       | CD: Meine Lieder der 60er (1989)                               | 1972 | Vö: Stars in Gold                                               |
| Merci, Chérie (Deutsch) (Neu 2)                                           | Udo Jürgens, Thomas Hörbiger                                                       | CD: Aber bitte mit Sahne I + II                                | 2004 |                                                                 |
| Merci Chérie (Englisch)                                                   | Udo Jürgens, Thomas Hörbiger, Baker Cavendish                                      | LP: Portrait in Musik 2 (1967)                                 | 1966 |                                                                 |
| Merci Chérie (Englisch) (Neu)                                             |                                                                                    |                                                                | 1972 |                                                                 |
| Merci Chérie (Französisch)                                                | Udo Jürgens, Thomas Hörbiger, Claude Carrère, André Salvet                         | CD: Merci, Udo! 2 (2017)                                       | 1966 | Vö: Chansons (Compilation 1967)                                 |
| Merci Chérie (Italienisch)                                                | Udo Jürgens, Thomas Hörbiger, Calimero                                             | 7" Single: Merci Chérie                                        | 1966 |                                                                 |
| Merci Chérie (Japanisch)                                                  |                                                                                    | Merci Chérie (Single)                                          | 1966 |                                                                 |
| Merci Chérie (Spanisch)                                                   | Udo Jürgens, Thomas Hörbiger, Artur Kaps                                           | EP: Udo Jurgens canta en Espanol – Gran Premio Eurovision 1966 | 1966 |                                                                 |
| Merry Christmas allerseits                                                | Udo Jürgens, Wolfgang Hofer                                                        | CD: Es werde Licht – Meine Winter- und Weihnachtslieder        | 2003 |                                                                 |
| Merry Christmas allerseits                                                | Udo Jürgens, Wolfgang Hofer                                                        | CD: Es werde Licht – Meine Winter- und Weihnachtslieder        | 2010 | & Hape Kerkeling                                                |
| Merry Christmas allerseits (Pepe Lienhard Version)                        | Udo Jürgens, Wolfgang Hofer                                                        | CD: Die schönsten Lieder zur Weihnachtszeit (2023)             | 2003 |                                                                 |
| Minuit, Chrétiens (Französisch)                                           | Adolphe Adam                                                                       | CD: Merci, Udo! 2 [Christmas Edition] (2017)                   | 1968 | Vö: Noëls                                                       |
| Mit 66 Jahren                                                             | Udo Jürgens, Wolfgang Hofer                                                        | CD: Meine Lieder – Die großen Erfolge (1984)                   | 1977 | Vö: Lieder, die auf Reisen gehen                                |
| Mit 66 Jahren (Neu)                                                       | Udo Jürgens, Wolfgang Hofer                                                        | CD: Mit 66 Jahren (was wichtig ist...)                         | 2000 |                                                                 |
| Mit dir                                                                   | Udo Jürgens, Rainer Thielmann                                                      | CD: Einfach ich                                                | 2008 |                                                                 |
| Mit Jenny und Jonny durchfuhr ich die Welt                                | Udo Jürgens, James Krüss                                                           | LP: Jonny & Jenny – Alle Kinder dieser Welt 2                  | 1973 |                                                                 |
| Mitten durch’s Herz                                                       | Udo Jürgens, Michael Kunze                                                         | CD: Zärtlicher Chaot                                           | 1995 |                                                                 |
| Mitten im Leben                                                           | Udo Jürgens, Oliver Spiecker                                                       | CD: Mitten im Leben                                            | 2014 |                                                                 |
| Mitternachtsbummel                                                        | Werner Tautz                                                                       | www.memoryradio.de, YouTube                                    | 2024 | mit dem SFB-Tanzorchester; Aufnahme von 1957                    |
| Mon amour, la rose, mon amour                                             | Udo Jürgens, Aldo von Pinelli                                                      | CD: Mein Lied für dich (2008)                                  | 1967 | Vö: Morgen bist du nicht mehr allein (Single)                   |
| Mon amour, la rose, mon amour (Italienisch: Dammi la tua mano, mon amour) | Udo Jürgens, Gino Paoli, Aldo von Pinelli, P. Barosso                              | LP: Portrait International                                     | 1968 |                                                                 |
| Mon beau sapin (Französisch „O Tannenbaum“) (aka Natale è qui)            | Robert Opratko                                                                     | CD: Wünsche zur Weihnachtszeit (1991)                          | 1968 |                                                                 |
| Monika                                                                    | Hans Carste                                                                        | CD: Aller Anfang ist schwer (2008)                             | 1956 | Vö: Monika (Single)                                             |
| Morgen bist du nicht mehr allein (aka Tutto o niente / Futari no yoake)   | Udo Jürgens, Walter Brandin                                                        | CD: Mein Lied für dich (2008)                                  | 1967 | Vö: Morgen bist du nicht mehr allein (Single)                   |
| Morgen kriegst du alles zurück (aka Morgen bist du nicht mehr allein)     | Udo Jürgens, Joachim Fuchsberger                                                   | CD: Merci, Udo! 2 (2017)                                       | 1967 |                                                                 |
| Morgen weht ein and'rer Wind                                              | Udo Jürgens, Helga Brauneck                                                        | LP: Meine Lieder                                               | 1974 |                                                                 |
| Moskau – New York                                                         | Udo Jürgens, Thomas Christen                                                       | CD: Das blaue Album                                            | 1988 |                                                                 |
| Mr. Einsamkeit (aka Mr. Loneliness)                                       | Fred Jay, Udo Jürgens                                                              | CD: Lieder, die im Schatten stehen 7 (1998)                    | 1977 | Vö: Lieder, die auf Reisen gehen                                |
| Mr. Loneliness (Englisch) (aka Mr. Einsamkeit)                            | Fred Jay, Udo Jürgens                                                              | CD: Merci, Udo! 2 [Limited Premium Edition] (2017)             | 1978 | Vö: On the Day You Leave (Single)                               |
| Muddy Water (Englisch)                                                    | Joe Babcock (Stonewall Jackson 1964)                                               | CD: Merci, Udo! 2 [Limited Premium Edition] (2017)             | 1973 | Vö: Let’s Sing Udo                                              |
| Musik war meine erste Liebe                                               | Udo Jürgens, Wolfgang Hofer                                                        | CD: Merci, Udo! 2 [Limited Premium Edition] (2017)             | 1979 | Vö: Nur ein Lächeln                                             |
| Musik war meine erste Liebe                                               | Udo Jürgens, Wolfgang Hofer                                                        | CD: Musik war meine erste Liebe – Lieder von Udo Jürgens       | 1986 | & René Kollo                                                    |
| Musik, Musik                                                              | Udo Jürgens, Michael Kunze                                                         | CD: Lieder, die im Schatten stehen 3+4 (1998)                  | 1974 | Vö: Udo heute                                                   |
| My Baby, Good Bye                                                         | Heinz Epp, Fred Landor                                                             | CD: Die Polydor Jahre (2011)                                   | 1961 | & Orchester Adalbert Luczkowski, Vö: My Baby, Good Bye (Single) |
| My Bonnie / Down by the Riverside (Englisch)                              |                                                                                    | LP: Let’s Sing Udo                                             | 1973 |                                                                 |
| My Bonnie (live) (Englisch)                                               |                                                                                    | Udo in Concert                                                 | 1973 |                                                                 |
| My Funny Valentine (Englisch)                                             | Richard Rodgers, Lorenz Hart                                                       | CD: Der Mann mit dem Fagott                                    | 2011 |                                                                 |

## N, O, P, Q, R
| Originaltitel bzw. Titel in anderen Sprachen                                  | Autoren                                           | Album oder sonstiger Tonträger                                      | Jahr | Bemerkungen                                                            |
| ----------------------------------------------------------------------------- | ------------------------------------------------- | ------------------------------------------------------------------- | ---- | ---------------------------------------------------------------------- |
| Na und?!                                                                      | Udo Jürgens, Thomas Spitzer                       | CD: Geradeaus!                                                      | 1991 |                                                                        |
| Nach all’ den Jahren                                                          | Udo Jürgens, Friedhelm Lehmann                    | CD: Deinetwegen                                                     | 1986 |                                                                        |
| Nächstes Jahr wird alles anders                                               | Udo Jürgens, Wolfgang Hofer                       | CD: Es werde Licht – Meine Winter- und Weihnachtslieder             | 2003 |                                                                        |
| Näher zu dir                                                                  | Udo Jürgens, Thomas Christen                      | CD: Café Größenwahn                                                 | 1993 |                                                                        |
| Narrenschiff                                                                  | Udo Jürgens, Wolfgang Hofer                       | CD: Deinetwegen                                                     | 1986 |                                                                        |
| Natale è qui (Italienisch) (aka Mon beau sapin / „O Tannenbaum“)              | Aldo Locatelli                                    | CD: Die schönsten Lieder zur Weihnachtszeit (2023)                  | 1970 | Vö: Buon Natale da Udo Jürgens                                         |
| Nel mio mondo (Italienisch) (aka Stay in My World)                            | Fred Jay, Udo Jürgens, Calimero                   | 7" Single: Capri c’est fini                                         | 1965 |                                                                        |
| Never Give Up – Gib niemals auf                                               | Udo Jürgens, Thomas Christen                      | CD: Gestern – heute – morgen                                        | 1996 | & Jocelyn B. Smith                                                     |
| Never Give Up – Gib niemals auf (Instrumental)                                | Udo Jürgens, Thomas Christen                      | CD Single: Never Give Up – Gib niemals auf                          | 1996 |                                                                        |
| Nevica (Italienisch) (aka Schau, es schneit)                                  | Udo Jürgens, Alberto Testa, Joachim Fuchsberger   | CD: Die schönsten Lieder zur Weihnachtszeit (2023)                  | 1970 | Vö: Buon Natale da Udo Jürgens                                         |
| Nicht heute Nacht                                                             | Udo Jürgens, Thomas Christen                      | CD: Jetzt oder nie                                                  | 2005 |                                                                        |
| Nichts als Unsinn im Sinn                                                     | Udo Jürgens, Uli Heuel                            | CD: Gestern – heute – morgen                                        | 1996 |                                                                        |
| Nie mehr allein (aka Only for You)                                            | Joachim Relin, Udo Jürgens                        | CD: Lieder, die im Schatten stehen 7 (1998)                         | 1969 | Vö: Eine Rose für dich (Compilation)                                   |
| Niemals                                                                       | Udo Jürgens, Gina Ruck-Pauquèt                    | LP: Zeig mir den Platz an der Sonne                                 | 1971 |                                                                        |
| Nobody Knows (Englisch)                                                       | Udo Jürgens, Hans Hammerschmid, Henry Stuck       | LP: Portrait in Musik 2 (1967)                                      | 1966 |                                                                        |
| Noch drei Minuten                                                             | Udo Jürgens, Walter Leissle                       | CD: Lieder, die im Schatten stehen 7 (1998)                         | 1977 | Vö: Lieder, die auf Reisen gehen                                       |
| Noch einmal 25                                                                | Udo Jürgens, Friedhelm Lehmann                    | CD: Hautnah                                                         | 1984 |                                                                        |
| Non è che una rosa (Italienisch) (aka So wie eine Rose)                       | Carl Ulrich Blecher, Udo Jürgens, Calimero        | 7" Single: Diciotto anni capelli biondi                             | 1965 |                                                                        |
| Nur die Liebe                                                                 |                                                   | DVD: Unsere tollen Tanten in der Südsee (2013)                      | 1964 | & Barbara Frey, Musikfilm                                              |
| Nur die Sieger steh’n im Licht                                                | Udo Jürgens, Wolfgang Hofer                       | CD: Einfach ich                                                     | 2008 |                                                                        |
| Nur ein Lächeln                                                               | Udo Jürgens, Wolfgang Hofer                       | CD: Sogar Engel brauchen Glück (1989)                               | 1979 | Vö: Nur ein Lächeln                                                    |
| Nur ein Lächeln (Neu)                                                         | Udo Jürgens, Wolfgang Hofer                       | CD: Aber bitte mit Sahne II                                         | 1998 |                                                                        |
| Nur ein Lächeln & Smile (Filmsong)                                            |                                                   | Einfach ich Live                                                    | 2009 | & Stevie Woods                                                         |
| Nur ein Liebeslied                                                            | Udo Jürgens, Wolfgang Hofer                       | CD: Einfach ich                                                     | 2008 |                                                                        |
| Nur ein Spiel für Millionen                                                   | Udo Jürgens, Thomas Christen, Franz Bartzsch      | CD: Sempre Roma                                                     | 1990 | & Deutsche Fußballnationalmannschaft                                   |
| Nur einen Sommer lang                                                         | Udo Jürgens, Alexandra                            | CD: Stars singen Alexandra (Compilation)                            | 1977 | Vö: Meine Lieder ’77                                                   |
| Nur mit dir                                                                   | Udo Jürgens, Friedhelm Lehmann                    | CD: Treibjagd                                                       | 1985 |                                                                        |
| Nürnberger Christkindlesmarkt-Walzer (Kinder-Wunderland)                      | Udo Jürgens, Walter Brandin                       | CD: Leise rieselt der Schnee (1997)                                 | 1974 | Vö: Wenn es Weihnachten wird                                           |
| O du fröhliche (Deutsch)                                                      | Robert Opratko                                    | CD: Wünsche zur Weihnachtszeit (1991)                               | 1968 |                                                                        |
| O du fröhliche (Italienisch: Lungo un tavolo di natale)                       | Robert Opratko                                    | CD: Die schönsten Lieder zur Weihnachtszeit (2023)                  | 1970 | Vö: Buon Natale da Udo Jürgens                                         |
| Offen                                                                         | Udo Jürgens, Thomas Christen                      | CD: Ich werde da sein                                               | 1999 |                                                                        |
| Oh, What a Fool I’ve Been (Englisch) (aka Wo mag die Liebe sein?)             | Erich Werner, Al Julia                            | CD: Die Polydor Jahre (2011)                                        | 1961 | Vö: Jenny, oh Jenny (Single)                                           |
| Ohne Lied schlaf’ ich nicht ein                                               | Stefan Olden, Raymund Müller-Marc                 | CD: Da capo – Stationen einer Weltkarriere                          | 2022 |                                                                        |
| Ohne Lied schlaf’ ich nicht ein                                               | Stefan Olden, Raymund Müller-Marc                 | Radio-Lieblinge: Big-Bands, Tanz- und Unterhaltungsorchester (2011) | 1956 | & Franz Thon und seiner NDR-Bigband                                    |
| Okay                                                                          | Udo Jürgens, Wolfgang Hofer                       | CD: Willkommen in meinem Leben (1997)                               | 1981 |                                                                        |
| Oktoberwind                                                                   | Udo Jürgens, Rainer Thielmann                     | CD: Der ganz normale Wahnsinn                                       | 2011 |                                                                        |
| Ol’ Man River (Englisch)                                                      | Oscar Hammerstein II, Jerome Kern                 | LP: Portrait in Musik                                               | 1965 |                                                                        |
| Ol’ Man River (Englisch)                                                      | Oscar Hammerstein II, Jerome Kern                 | Johannes Fehring – Bands and Friends (1996)                         | 1963 |                                                                        |
| On the Day You Leave (Englisch) (aka Einmal, wenn du gehst) (Fassung 1977)    | Udo Jürgens, Judy Cheeks                          | 7" Single: On the Day You Leave                                     | 1978 | & Judy Cheeks                                                          |
| On the Sunny Side of the Street (Englisch)                                    | Jimmy McHugh, Dorothy Fields (Harry Richman 1930) | CD: Mein Lied für dich (2008)                                       | 1968 | Vö: Sings Only For You                                                 |
| Once in a While (Englisch) (aka Manchmal passiert’s)                          | Udo Jürgens, Harold Faltermeyer, Keith Forsey     | CD: Leave a Little Love                                             | 1981 |                                                                        |
| Onkel Tom                                                                     | Michael Jary, Bruno Balz                          | CD: Aller Anfang ist schwer (2008)                                  | 1958 | Vö: Der lachende Vagabund (Single)                                     |
| Only for You (Englisch) (aka Nie mehr allein)                                 | Udo Jürgens, Norman Span, Konrad Fuchsberger      | LP: Udo Jürgens Sings Only for You (Compilation)                    | 1969 |                                                                        |
| Ora che io ti amo (Italienisch) (aka Sag ihr, ich lass’ sie grüßen)           |                                                   | LP: International (1967)                                            | 1965 | Vö: Ora che io ti amo (Single)                                         |
| Paris – einfach so nur zum Spaß                                               | Udo Jürgens, Michael Kunze                        | CD: Portrait eines Stars (1990)                                     | 1980 | Vö: Paris – einfach so nur zum Spaß (Single)                           |
| Paris – einfach so nur zum Spaß                                               | Udo Jürgens, Michael Kunze                        | CD: Aber bitte mit Sahne II                                         | 1998 |                                                                        |
| Partisanen                                                                    | Udo Jürgens, Michael Kunze                        | CD: Treibjagd                                                       | 1985 |                                                                        |
| Peace Now (Englisch)                                                          | Udo Jürgens                                       | CD: Merci, Udo! [Limited Premium Edition] (2016)                    | 1970 | Vö: Udo ’71                                                            |
| Peace Now (Englisch)                                                          | Udo Jürgens                                       | Single Digital: Peace Now                                           | 2023 | & x Folamour                                                           |
| Peccato che sia finita cosi (Italienisch) (aka Warum nur, warum)              | Udo Jürgens, Franco Migliacci                     | LP: International (1967)                                            | 1964 | Vö: Peccato che sia finita cosi (Single)                               |
| Peppino                                                                       | Nisa, Giuseppe Fanciulli, Wolfgang Neukirchner    | CD: Aller Anfang ist schwer (2008)                                  | 1957 | & Octavios / Vö: Peppino (Single)                                      |
| Per vivere (Italienisch) (aka Pour vivre heureux / Ich brauche dich)          | Nisa, Umberto Bindi                               | 7" Single: Per vivere                                               | 1968 |                                                                        |
| Phile kerna krassi (Griechisch) (aka Griechischer Wein)                       |                                                   | LP: Europa nach Noten (Compilation)                                 | 1976 |                                                                        |
| Por tu amor (Spanisch) (aka Wahre Liebe ist ganz leise)                       | Joachim Relin, Udo Jürgens, Raúl Alexis           | LP: Portrait International (1969)                                   | 1969 | Vö: Udo Jürgens canta en Espanol (EP)                                  |
| Potato Fritz (Instrumental)                                                   | Udo Jürgens                                       | 7" Single: Potato Fritz DVD: Potato Fritz (Musikfilm)               | 1976 |                                                                        |
| Pour vivre heureux (Französisch) (aka Per vivere)                             |                                                   | LP: Portrait International (1969)                                   | 1968 | Vö: Un air sur mon piano (Single)                                      |
| Prinzessin Romantika                                                          | Kurt Feltz, Erwin Halletz                         | CD: Die Polydor Jahre (2011) DVD: Unsere tollen Tanten (2016)       | 1961 | Vö: Ich komm’ vom Mississippi, Tweedy-Cheerio (Single 1962), Musikfilm |
| Quand l’amour nous tient (Französisch) (aka Du sollst die Welt für mich sein) | Udo Jürgens, Claude Carrère, André Salvet         | LP: Chansons (Compilation 1967)                                     | 1964 |                                                                        |
| Quando ridi (Italienisch) (aka Das ist nicht gut für mich)                    | Udo Jürgens, Frank Bohlen, Calimero               | 7" Single: Merci Chérie                                             | 1966 |                                                                        |
| Que pena (Spanisch) (aka Warum nur, warum)                                    |                                                   | Udo Jurgens canta en Espanol (EP)                                   | 1966 |                                                                        |
| Qui-est il (Französisch) (aka Wer ist der?)                                   |                                                   | 7"Single: Qui-est il                                                | 1972 |                                                                        |
| Radio                                                                         | Udo Jürgens, Michael Kunze                        | CD: Deinetwegen                                                     | 1986 |                                                                        |
| Rain (Englisch) (aka Die Leute)                                               | Udo Jürgens, Walter Brandin, John Bromley         | LP: International 2 (1973)                                          | 1971 | Vö: Udo Now (Compilation)                                              |
| Raindrops Keep Fallin’ on My Head (Englisch)                                  | Burt Bacharach, Hal David (B.J. Thomas 1969)      | LP: New World of Udo Jürgens                                        | 1973 |                                                                        |
| Reach for the Stars (Englisch)                                                | Udo Jürgens, David West (Frank Forster 1960)      | CD: Merci, Udo! [Limited Premium Edition] (2016)                    | 1967 | Vö: Portrait in Musik 2                                                |
| Refrain per lei (Italienisch) (aka Wenn die Nacht vergeht)                    |                                                   | Udo Jürgens (Compilation)                                           | 1968 |                                                                        |
| Regen in der Nacht                                                            | Ralf Petersen, Hans Hardt (Michael Hansen 1968)   | LP: Udo                                                             | 1968 |                                                                        |
| Rhodos im Regen                                                               | Udo Jürgens, Michael Kunze                        | CD: Meine Lieder – Die großen Erfolge (1984)                        | 1979 | Vö: Nur ein Lächeln                                                    |
| Rot blüht der Mohn                                                            | Udo Jürgens, Michael Kunze                        | CD: Hautnah                                                         | 1984 |                                                                        |
| Rubia (Spanisch) (aka Siebzehn Jahr', blondes Haar)                           | Udo Jürgens, Thomas Hörbiger, Manuel Pacho        | EP: Udo Jurgens canta en Espanol – Gran Premio Eurovision 1966      | 1966 |                                                                        |

## S
| Originaltitel bzw. Titel in anderen Sprachen                                                | Autoren                                                                              | Album oder sonstiger Tonträger                          | Jahr | Bemerkungen                                                |
| ------------------------------------------------------------------------------------------- | ------------------------------------------------------------------------------------ | ------------------------------------------------------- | ---- | ---------------------------------------------------------- |
| Sag ihr, ich lass’ sie grüßen (aka Ora che io ti amo)                                       | Udo Jürgens, Frank Bohlen                                                            | CD: Meine Lieder der 60er (1989)                        | 1965 | Vö: Portrait in Musik                                      |
| Sag ihr, ich lass’ sie grüßen (Neu 1)                                                       | Udo Jürgens, Frank Bohlen                                                            |                                                         | 1972 |                                                            |
| Sag ihr, ich lass’ sie grüßen (Neu 2)                                                       | Udo Jürgens, Frank Bohlen                                                            | CD: Gestern – heute – morgen                            | 1996 |                                                            |
| Sag ihr, ich lass’ sie grüßen (Spanisch: Dale recuerdos mios)                               | Frank Bohlen, Udo Jürgens                                                            | EP: Paseando por Roma                                   | 1965 |                                                            |
| Sag mir wie (Deutsch)                                                                       | Joachim Relin, Udo Jürgens                                                           | CD: Portrait eines Stars (1990)                         | 1966 | Vö: Sag mir wie (Single)                                   |
| Sag mir wie (Deutsch)                                                                       | Joachim Relin, Udo Jürgens                                                           | CD: Meine Lieder der 60er                               | 1977 |                                                            |
| Sag mir wie (Deutsch)                                                                       | Joachim Relin, Udo Jürgens                                                           | CD: Aber bitte mit Sahne II                             | 1998 |                                                            |
| Sag mir wie (Englisch: Can't You See)                                                       | Joachim Relin, Udo Jürgens                                                           | [TV]                                                    | 1978 |                                                            |
| Sag mir wie (Französisch: Dans ma vie)                                                      | Udo Jürgens, André Salvet                                                            | LP: Chansons (Compilation 1967)                         | 1966 |                                                            |
| Sag mir wie (Instrumental)                                                                  | Joachim Relin, Udo Jürgens                                                           | 7"Single: Buenos dias, Argentina                        | 1978 | als Udo Jürgens Orchestra                                  |
| Samstagabend mit dir                                                                        |                                                                                      | Hotel Victoria (TV)                                     | 1965 | & Hannelore Auer                                           |
| Sänger in Ketten                                                                            | Udo Jürgens, Friedhelm Lehmann                                                       | CD: Ohne Maske                                          | 1989 |                                                            |
| Schau in die Augen der Kinder (Guarda negli occhi del bimbo)                                | Udo Jürgens, Walter Brandin                                                          | CD: Wünsche zur Weihnachtszeit (1991)                   | 1968 |                                                            |
| Schau ’mer mal (Kaiser-Rap)                                                                 | Udo Jürgens, Peter Wagner, Thomas Christen, Franz Bartzsch                           | CD: Sempre Roma                                         | 1990 | & Franz Beckenbauer & Deutsche Fußballnationalmannschaft   |
| Schau nicht hin                                                                             | Joachim Relin, Jiří Štaidl, Jaromír Klempíř (Karel Gott 1966)                        | CD: Mein Lied für dich (2008)                           | 1968 | Vö: Udo Jürgens                                            |
| Schau, es schneit (aka Nevica)                                                              | Udo Jürgens, Joachim Fuchsberger                                                     | CD: Wünsche zur Weihnachtszeit (1991)                   | 1968 |                                                            |
| Schau, es schneit                                                                           | Udo Jürgens, Joachim Fuchsberger                                                     | CD: Die schönsten Lieder zur Weihnachtszeit (2023)      | 1974 | Vö: Wenn es Weihnachten wird                               |
| Schenk mir einen Traum (New York Fassung)                                                   | Udo Jürgens, Wolfgang Hofer                                                          | CD: Der ganz normale Wahnsinn                           | 2011 |                                                            |
| Schenk mir noch eine Stunde                                                                 | Udo Jürgens, Wolfgang Hofer                                                          | CD: Willkommen in meinem Leben (1997)                   | 1981 |                                                            |
| Schenk mir noch eine Stunde                                                                 | Udo Jürgens, Wolfgang Hofer                                                          | CD: Mit 66 Jahren (was wichtig ist...)                  | 2000 |                                                            |
| Schenk mir noch eine Stunde & Singin’ in the Rain                                           | Udo Jürgens, Wolfgang Hofer                                                          | CD: Einfach ich Live                                    | 2009 | & Billy Kudjoe Todzo                                       |
| Schlaft ihr Kinder dieser Erde                                                              | Udo Jürgens, James Krüss                                                             | CD: Merci, Udo! 2 [Christmas Edition] (2017)            | 1969 | Vö: Eine Rose für dich (Compilation)                       |
| Schlagzeug und Baß und Klavier                                                              | Kurt Feltz, Diane Lampert, Fritz Spielmann (Roger Williams and The Happy Harts 1959) | CD: Die Polydor Jahre (2011)                            | 1959 | & Margot Eskens / Vö: Drei Takte Musik im Herzen (Single)  |
| Schließ nicht die Tür                                                                       | Udo Jürgens, Michael Kunze                                                           | LP: Es ist Zeit für die Liebe                           | 1973 |                                                            |
| Schneerose                                                                                  | Udo Jürgens, Thomas Hörbiger                                                         | CD: Merci, Udo! 2 [Christmas Edition] (2017)            | 1967 | Vö: Hier bin ich zuhause (Single)                          |
| Schnucki Putzi                                                                              | Udo Jürgens, Michael Kunze                                                           | LP: Silberstreifen                                      | 1982 |                                                            |
| Schon morgen zieh’ ich wieder los (aka Tomorrow)                                            | Udo Jürgens                                                                          | LP: Es ist Zeit für die Liebe                           | 1973 |                                                            |
| Schön’ Rosemarie                                                                            | Hans Carste                                                                          | CD: Aller Anfang ist schwer (2008)                      | 1957 | & Octavios / Vö: Zu Hause blüht jetzt der Flieder (Single) |
| Schöne Grüße aus der Hölle                                                                  | Udo Jürgens, Wolfgang Hofer                                                          | CD: Es lebe das Laster                                  | 2002 |                                                            |
| Schöner wohnen                                                                              | Udo Jürgens, Wolfgang Hofer                                                          | CD: Hautnah                                             | 1984 |                                                            |
| Schreib deine Wünsche in einen Brief                                                        | Udo Jürgens, Michael Kunze                                                           | CD: Leise rieselt der Schnee (1997)                     | 1974 | Vö: Wenn es Weihnachten wird                               |
| Schreib mir keinen Brief                                                                    | Joachim Relin, Udo Jürgens, Astor                                                    | LP: Meine großen Erfolge                                | 1963 | Vö: Schreib mir keinen Brief (Single)                      |
| Schwarze Augen                                                                              |                                                                                      | DVD: Und du, mein Schatz, bleibst hier (Musikfilm)      | 1961 | & Gus Backus & Hans von Borsody                            |
| Schwarze Augen, schwarze Haut und ein Herz, das weint                                       | Udo Jürgens                                                                          | LP: Udo ’70                                             | 1969 |                                                            |
| Schwarzer Kaffee aus San Juan                                                               | Wally Gold, Charly Niessen                                                           | CD: Aller Anfang ist schwer (2008)                      | 1957 | Vö: Schwarzer Kaffee aus San Juan (Single)                 |
| Se non ti capira' (Italienisch) (aka Du sollst die Welt für mich sein)                      |                                                                                      | LP: International                                       | 1965 | Vö: Ora che io ti amo (Single)                             |
| Se partirai (Italienisch) (aka Du darfst nicht geh’n)                                       | Udo Jürgens, Vito Pallavicini                                                        | LP: International [1981]                                | 1965 | Vö: Abbracciami forte (Single)                             |
| Se tu sapessi (Italienisch)                                                                 |                                                                                      | 7" Single: Stagione                                     | 1969 |                                                            |
| Sempre Roma                                                                                 | Udo Jürgens, Thomas Christen, Belen Thomas                                           | CD: Sempre Roma                                         | 1990 | & Belen Thomas & Deutsche Fußballnationalmannschaft        |
| Shouldn’t It Be Love (Englisch)                                                             | Udo Jürgens, Donna Summer, Harold Faltermeyer                                        | CD: Leave a Little Love (2011)                          | 1981 |                                                            |
| Si (Französisch) (aka Siebzehn Jahr', blondes Haar)                                         |                                                                                      | LP: Chansons (Compilation 1967)                         | 1966 | Vö: Merci Cherie (Single)                                  |
| Si todo se acaba (Spanisch) (aka Finito l’amore – Die Liebe ist aus)                        |                                                                                      | Udo Jurgens canta en Espanol (EP)                       | 1966 |                                                            |
| Si tu partais (Französisch) (aka Du darfst nicht geh’n)                                     | Udo Jürgens, André Salvet                                                            | LP: Portrait in Musik (1965)                            | 1964 |                                                            |
| Si tu savais (Französisch) (aka In dieser Welt)                                             | Udo Jürgens, Günter Loose, André Salvet                                              | LP: Portrait International                              | 1968 | Vö: Adagio (Single)                                        |
| Sie ist nicht so wie du                                                                     | Udo Jürgens, Irma Holder                                                             | CD: Udo ’80 (1997)                                      | 1979 |                                                            |
| Sieben Jahre in Pat Louis                                                                   | Paul Giese                                                                           | CD: Aller Anfang ist schwer (2008)                      | 1957 | Vö: Doch abends lässt Du mich allein (Single)              |
| Siebzehn Jahr’, blondes Haar (aka Si / Diciotto anni capelli biondi / Rubia / Wayward Girl) | Udo Jürgens, Thomas Hörbiger                                                         | CD: Meine Lieder – Die großen Erfolge (1984)            | 1965 | Vö: Portrait in Musik                                      |
| Siebzehn Jahr’, blondes Haar                                                                | Udo Jürgens, Thomas Hörbiger                                                         | DVD: Siebzehn Jahr', blondes Haar (2006)                | 1966 | Musikfilm                                                  |
| Siebzehn Jahr’, blondes Haar (Neu 1)                                                        | Udo Jürgens, Thomas Hörbiger                                                         | CD: Aber bitte mit Sahne (1994)                         | 1972 | Vö: Meine großen Erfolge [1978]                            |
| Siebzehn Jahr’, blondes Haar (Neu 2)                                                        | Udo Jürgens, Thomas Hörbiger                                                         | CD: Merci, Udo! 2 (2017)                                | 1977 | Vö: Meine Lieder ’77                                       |
| Siebzehn Jahr’, blondes Haar (Neu 3)                                                        | Udo Jürgens, Thomas Hörbiger                                                         | CD: Vielen Dank für die Blumen                          | 2006 |                                                            |
| Siebzehn Jahr’, blondes Haar / Immer wieder geht die Sonne auf                              | Udo Jürgens, Thomas Hörbiger                                                         | CD: Der Mann mit dem Fagott                             | 2011 |                                                            |
| Slop in Bukarest                                                                            | Willy Fantel                                                                         | EP: Udo Jürgens                                         | 1964 |                                                            |
| So weit die Züge geh’n (aka Solang’ noch Züge geh’n)                                        | Udo Jürgens, Günter Loose                                                            | LP: So weit die Züge geh’n                              | 1970 |                                                            |
| So wie eine Rose (aka Je t’attends a Vienne / Non e che una rosa / Yo vi una rosa)          | Carl Ulrich Blecher, Udo Jürgens                                                     | CD: Merci, Udo! 2 (2017)                                | 1965 | Vö: Portrait in Musik                                      |
| So wie eine Rose (Spanisch: Como una rosa)                                                  | Carl Ulrich Blecher, Udo Jürgens, José Carreras Moysi                                | 7"Single: Merci Cherie [español]                        | 1966 |                                                            |
| Sogar Engel brauchen Glück (aka Even an Angel Has Bad Days)                                 | Udo Jürgens, Thomas Christen                                                         | CD: Sogar Engel brauchen Glück                          | 1989 |                                                            |
| Solang’ mich deine Liebe trägt                                                              | Udo Jürgens, Michael Kunze                                                           | CD: Es lebe das Laster                                  | 2002 |                                                            |
| Solang’ noch Züge geh’n (aka Solank daar treine loop)                                       | Udo Jürgens, Günter Loose                                                            | LP: Udo ’70                                             | 1969 |                                                            |
| Solange du mich willst                                                                      | Udo Jürgens, Thomas Christen                                                         | CD: Zärtlicher Chaot                                    | 1995 |                                                            |
| Solank daar treine loop (Afrikaans) (aka Solang’ noch Züge geh’n)                           | Udo Jürgens, Günter Loose, Hein Toerien                                              | LP: International 2                                     | 1970 | Vö: Daar is niks soos ware liefde (Single)                 |
| Soll denn alles zu Ende sein?                                                               | Udo Jürgens, Walter Brandin                                                          | LP: Udo ’71                                             | 1970 |                                                            |
| Soll ich heute zu dir gehen?                                                                | Udo Jürgens, Brigitte Gerwens                                                        | CD: Sogar Engel brauchen Glück (1989)                   | 1972 | Vö: Ich bin wieder da                                      |
| Sommer                                                                                      | Udo Jürgens, Wolfgang Hofer                                                          | CD: Treibjagd                                           | 1985 |                                                            |
| Sommer in Berlin                                                                            | Udo Jürgens, Wolfgang Hofer                                                          | CD: Es lebe das Laster                                  | 2002 |                                                            |
| Sommertraum                                                                                 | Udo Jürgens, Konrad Fuchsberger                                                      | LP: Was ich dir sagen will                              | 1967 |                                                            |
| Soviel Sprachen hat die Erde                                                                | Udo Jürgens, James Krüss                                                             | CD: Unsere Kinder – unsere Zukunft (1987)               | 1973 | Vö: Jonny & Jenny – Alle Kinder dieser Welt 2              |
| Speak Softly, Love (Theme from „Godfather“) (Englisch)                                      |                                                                                      | New World of Udo Jürgens                                | 1973 |                                                            |
| Sperr mich nicht ein                                                                        | Udo Jürgens, Michael Kunze                                                           | CD: Deinetwegen                                         | 1986 |                                                            |
| Spiel, Zigan                                                                                | Udo Jürgens, Walter Brandin                                                          | CD: Merci, Udo! (2016)                                  | 1970 | Vö:Udo ’71                                                 |
| Stagione (Italienisch)                                                                      |                                                                                      | 7"Single: Stagione                                      | 1969 |                                                            |
| Stärker als wir                                                                             | Udo Jürgens, Wolfgang Hofer                                                          | CD: Einfach ich                                         | 2008 |                                                            |
| Stay in My World (Englisch) (aka Nel mio mondo)                                             | Fred Jay, Udo Jürgens                                                                | LP: Portrait in Musik                                   | 1965 |                                                            |
| Still still still                                                                           | Udo Jürgens, Wolfgang Hofer                                                          | CD: Es werde Licht – Meine Winter- und Weihnachtslieder | 2003 |                                                            |
| Stille Nacht                                                                                | Udo Jürgens, Michael Kunze                                                           | CD: Café Größenwahn                                     | 1993 |                                                            |
| Stille Nacht, heilige Nacht (aka Dolce Notte)                                               | Franz Xaver Gruber, Joseph Mohr                                                      | CD: Wünsche zur Weihnachtszeit (1991)                   | 1968 |                                                            |
| Stille Nacht, heilige Nacht (Neu)                                                           | Franz Xaver Gruber, Joseph Mohr                                                      | CD: Es werde Licht – Meine Winter- und Weihnachtslieder | 2003 |                                                            |
| Stolze Verlierer                                                                            | Udo Jürgens, Michael Kunze                                                           | CD: Deinetwegen                                         | 1986 |                                                            |
| Summer Love (Instrumental)                                                                  | Udo Jürgens                                                                          | LP: Nur ein Lächeln                                     | 1979 |                                                            |
| Superstar                                                                                   | Udo Jürgens, Wolfgang Hofer                                                          | CD: Portrait eines Stars (1990)                         | 1978 | Vö: Nur ein Lächeln (1979)                                 |
| Susanie (Golden Girl, Golden Baby)                                                          | Kurt Feltz, Jack Clement                                                             | CD: Die Polydor Jahre (2011)                            | 1959 | Vö: Leg die Knarre weg (Single)                            |
| Susie, dein Zug ist weg                                                                     | Ralph Maria Siegel, Boudleaux Bryant, Billy Dawn Smith (Billy Dawn 1958)             | CD: Die Polydor Jahre (2011)                            | 1959 | Vö: Susie, dein Zug ist weg (Single)                       |
| Süsser die Glocken nie klingen (aka Magica notte felice)                                    | Trad.                                                                                | CD: Wünsche zur Weihnachtszeit (1991)                   | 1968 |                                                            |
| Süsser die Glocken nie klingen                                                              | Trad.                                                                                | CD: Es werde Licht – Meine Winter- und Weihnachtslieder | 2003 |                                                            |
| Sweet Mary                                                                                  | Bill, Eustron                                                                        | CD: Aller Anfang ist schwer (2008)                      | 1957 | Vö: Schwarzer Kaffee aus San Juan (Single)                 |
| Swing am Abend                                                                              | Erich Becht, Willibald Quanz, Axel Weingarten                                        | CD: Die Polydor Jahre (2011)                            | 1959 | Vö: Swing am Abend (Single)                                |

## T, U, V
| Originaltitel bzw. Titel in anderen Sprachen                          | Autoren                                                  | Album oder sonstiger Tonträger                          | Jahr | Bemerkungen                                                    |
| --------------------------------------------------------------------- | -------------------------------------------------------- | ------------------------------------------------------- | ---- | -------------------------------------------------------------- |
| Tage des Friedens (aka Giorni di pace)                                | Udo Jürgens, Willy Uebelherr                             | CD: Wünsche zur Weihnachtszeit (1991)                   | 1968 |                                                                |
| Taking A Chance On Love (Instrumental)                                | Vernon Duke (Ethel Waters 1940)                          | CD: Da capo – Stationen einer Weltkarriere              | 2022 | als Udo Bolan Band, älteste veröffentlichte Tonaufnahme (1955) |
| Tante Emma                                                            | Udo Jürgens, Eckart Hachfeld, Wolfgang Spahr             | CD: Star Festival – Gold-Serie (1987)                   | 1976 | Vö: Meine Lieder 2                                             |
| Tanz’ auf dem Regenbogen                                              | Udo Jürgens, Uli Heuel                                   | CD: Ich werde da sein                                   | 1999 |                                                                |
| Tanz auf dem Vulkan (Freut euch des Lebens)                           | Udo Jürgens, Wolfgang Hofer                              | CD: Einfach ich                                         | 2008 |                                                                |
| Tausend Fenster                                                       | Udo Jürgens, Walter Brandin (Karel Gott 1968)            | CD: Mein Lied für dich (2008)                           | 1968 |                                                                |
| Tausend Jahre Glück                                                   | Udo Jürgens, Thomas Christen                             | CD: Ich werde da sein                                   | 1999 |                                                                |
| Tausend Jahre sind ein Tag                                            | Udo Jürgens, Siegfried Rabe                              | CD: Udo ’80 (1997)                                      | 1979 |                                                                |
| Tausend Jahre sind ein Tag (Neu)                                      | Udo Jürgens, Siegfried Rabe                              | CD: Gestern – heute – morgen                            | 1996 |                                                                |
| Tausend Träume                                                        | Udo Jürgens, Frank Bohlen                                | CD: Merci, Udo! 2 (2017)                                | 1963 | Vö: Kiss Me Quick (Single)                                     |
| Tausend Träume (Rumänien-Version)                                     |                                                          | EP: Hully Gully                                         | 1964 |                                                                |
| Tell Me Why (Englisch) (aka Warum nur, warum)                         | Udo Jürgens                                              | LP: 40 x Udo (Compilation 1976)                         | 1964 |                                                                |
| Tempo di natale (Italienisch) (aka Weihnachtszeit – Kinderzeit)       | Udo Jürgens, Alberto Testa, Heinz Tust                   | CD: Die schönsten Lieder zur Weihnachtszeit (2023)      | 1970 | Vö: Buon Natale da Udo Jürgens                                 |
| That Lucky Old Sun (Englisch) (Fassung 1967)                          | Beasley Smith, Haven Gillespie (Frankie Laine 1949)      | LP: Was ich dir sagen will                              | 1967 |                                                                |
| That Lucky Old Sun (Englisch) (Fassung 2005)                          | Beasley Smith, Haven Gillespie (Frankie Laine 1949)      | CD: Der Solo-Abend live am Gendarmenmarkt               | 2006 |                                                                |
| That Lucky Old Sun (Englisch) (Fassung 2011)                          | Beasley Smith, Haven Gillespie (Frankie Laine 1949)      | CD: Der Mann mit dem Fagott                             | 2011 |                                                                |
| The End (Englisch) (aka Jeder Traum hat ein Ende)                     |                                                          | Udo Now (Compilation)                                   | 1971 |                                                                |
| The House of the Rising Sun (Englisch)                                | Udo Jürgens                                              | LP: Was ich dir sagen will                              | 1967 |                                                                |
| The Music Played (Englisch) (aka Was ich dir sagen will)              | Udo Jürgens, Mike Hawker, Joachim Fuchsberger            | CD: Da capo – Stationen einer Weltkarriere (2022)       | 1969 | Vö: Udo international (Compilation)                            |
| The Music Played                                                      | Udo Jürgens, Mike Hawker, Joachim Fuchsberger            | CD: Leave A Little Love (2011)                          | 1981 |                                                                |
| The Shadow of Your Smile (Englisch)                                   | Paul Francis Webster, Johnny Mandel (Johnny Mandel 1965) | LP: Udo                                                 | 1968 |                                                                |
| Thema in Blau I & II (Instrumental)                                   | Udo Jürgens                                              | CD: Das blaue Album                                     | 1988 |                                                                |
| Theme From Godfather                                                  | Nino Rota, Larry Kusik                                   | LP: New World Of Udo Jürgens                            | 1973 |                                                                |
| Theme From New York, New York                                         | Fred Ebb, John Kander (Liza Minnelli 1977)               | Udo live – Lust am Leben                                | 1982 | & Sonja Kimmons                                                |
| There Will Never Be Another You (Englisch)                            | Harry Warren, Mack Gordon (Joan Merrill 1942)            | CD: Der Mann mit dem Fagott                             | 2011 |                                                                |
| This Guy’s in Love with You (Englisch)                                | Burt Bacharach, Hal David (Herb Alpert 1968)             | LP: New World of Udo Jürgens                            | 1973 |                                                                |
| This town is not my home                                              | Udo Jürgens, Miriam Frances                              | LP: Meine Lieder 2                                      | 1976 |                                                                |
| Tomorrow (Englisch) (aka Schon morgen zieh’ ich wieder los)           | Udo Jürgens                                              | LP: New World of Udo Jürgens                            | 1973 |                                                                |
| Trainer lügen nicht                                                   | Zacar, Thomas Christen (Daniel Sentacruz Ensemble 1974)  | CD: Sempre Roma                                         | 1990 | & Deutsche Fußballnationalmannschaft                           |
| Träume, die bei Nacht dir begegnen                                    | Joachim Relin, Gino Paoli (Gino Paoli 1964)              | LP: Was ich dir sagen will [Club Auflage]               | 1967 |                                                                |
| Traumschiff                                                           | Udo Jürgens, Thomas Christen                             | CD: Das Traumschiff                                     | 1990 |                                                                |
| Traumschiff (Soundtrack) (Instrumental)                               | Udo Jürgens, Thomas Christen                             | CD: Das Traumschiff                                     | 1990 |                                                                |
| Traumtänzer                                                           | Udo Jürgens, Friedhelm Lehmann                           | CD: Traumtänzer                                         | 1983 |                                                                |
| Treibjagd                                                             | Udo Jürgens, Michael Kunze                               | CD: Treibjagd                                           | 1988 |                                                                |
| Treibjagd (Alternative Version)                                       | Udo Jürgens, Michael Kunze                               | CD: Treibjagd                                           | 1985 |                                                                |
| Treibjagd (Instrumental)                                              | Udo Jürgens, Michael Kunze                               | 7" Single: Treibjagd                                    | 1988 |                                                                |
| Trippe Trapp                                                          | Charly Niessen                                           | CD: Aller Anfang ist schwer (2008)                      | 1956 | Vö: Es waren weiße Chrysanthemen (Single)                      |
| Tutto o niente (Italienisch) (aka Morgen bist du nicht mehr allein)   |                                                          | 7"Single: Da[mm]i la tua mano mon amour                 | 1968 |                                                                |
| Un air sur mon piano (Französisch) (aka Was ich dir sagen will)       | Udo Jürgens, Michel Delancray                            | LP: International 2                                     | 1968 | Vö: Un air sur mon piano (Single)                              |
| Una ragazza da week-end (Italienisch) (aka Wenn du mich liebst)       | Udo Jürgens, Walter Brandin, Silvestro Longo             | LP: International 2                                     | 1972 |                                                                |
| Unabänderlich                                                         | Udo Jürgens                                              | LP: Was ich dir sagen will                              | 1967 |                                                                |
| Unabänderlich (Italienisch: Chiudo gli occhi)                         | Udo Jürgens                                              | LP: Udo Jürgens (Compilation)                           | 1968 |                                                                |
| Und dabei könnt’ sie meine Tochter sein                               | Udo Jürgens, Michael Kunze                               | CD: Portrait eines Stars (1990)                         | 1975 | Vö: Udo ’75 – Ein neuer Morgen                                 |
| Und dann sagt man sich goodbye (Deutsch)                              | Udo Jürgens                                              | LP: Star-Portrait – Seine größten Erfolge               | 1972 |                                                                |
| Und dann sagt man sich goodbye (Englisch: And Then We´ll Say Goodbye) | Albert Hammond, Udo Jürgens, Walter Brandin              | LP: Sings Only for You                                  | 1969 |                                                                |
| Und wenn ich geh’                                                     | Udo Jürgens, Irma Holder                                 | LP: Nur ein Lächeln                                     | 1979 |                                                                |
| Unsichtbar                                                            | Udo Jürgens, Michael Kunze                               | CD: Deinetwegen                                         | 1986 |                                                                |
| Urlaub im Süden                                                       | Udo Jürgens, Peter Wagner, Friedhelm Lehmann             | CD: Treibjagd                                           | 1985 |                                                                |
| Vagabund                                                              | Udo Jürgens, Uli Heuel                                   | CD: Geradeaus!                                          | 1991 |                                                                |
| Valse musette                                                         |                                                          | Der Mann mit dem Fagott                                 | 2011 |                                                                |
| Vas a volver (Spanisch) (aka In dieser Welt)                          | Udo Jürgens, Günter Loose, Manuel Che Reyes              | LP: International 2                                     | 1969 |                                                                |
| Vater und Sohn                                                        | Udo Jürgens, Michael Kunze                               | CD: Café Größenwahn                                     | 1993 |                                                                |
| Verdammt in alle Einsamkeit                                           | Udo Jürgens, Wolfgang Hofer                              | CD: Jetzt oder nie                                      | 2005 |                                                                |
| Vergiß die Liebe nicht                                                | Joachim Relin, Udo Jürgens                               | CD: Merci, Udo! 2 (2017)                                | 1972 | Vö: Vergiß die Liebe nicht (Single)                            |
| Verlangt ihr nicht zuviel?                                            | Udo Jürgens, Eckart Hachfeld                             | CD: Lieder, die im Schatten stehen 3+4 (1998)           | 1977 | Vö: Meine Lieder ’77                                           |
| Verloren in mir                                                       | Udo Jürgens, Uli Heuel                                   | CD: Geradeaus!                                          | 1991 |                                                                |
| Verloren in mir (Neu)                                                 | Udo Jürgens, Uli Heuel                                   | CD: Mit 66 Jahren (was wichtig ist...)                  | 2000 |                                                                |
| Viel zu viele Mädchen                                                 |                                                          | Hotel Victoria (TV)                                     | 1965 |                                                                |
| Viele bunte Päckchen                                                  | Kurt Hertha, Mel Tormé                                   | CD: Es werde Licht – Meine Winter- und Weihnachtslieder | 2003 |                                                                |
| Vielen Dank für die Blumen                                            | Udo Jürgens, Siegfried Rabe                              | CD: Willkommen in meinem Leben (1997)                   | 1981 |                                                                |
| Vier Stunden in der Woche                                             | Udo Jürgens, Michael Kunze                               | CD: Sogar Engel brauchen Glück (1989)                   | 1976 | Vö: Meine Lieder 2                                             |
| Vogel im Käfig                                                        | Udo Jürgens, Uli Heuel                                   | CD: Mitten im Leben                                     | 2014 |                                                                |
| Völlig vernetzt                                                       | Udo Jürgens, Wolfgang Hofer                              | CD: Einfach ich                                         | 2008 |                                                                |

## W
| Originaltitel bzw. Titel in anderen Sprachen                                            | Autoren | Album oder sonstiger Tonträger                                                                           | Jahr | Bemerkungen                                                                                                |
| --------------------------------------------------------------------------------------- | --- | --- | ---- | --- |
| Wahre Liebe ist ganz leise (aka Por tu amor)                                            | Joachim Relin, Udo Jürgens                                                                                     | LP: Udo                                                                                                  | 1968 | |
| Wahre Liebe ist ganz leise (Afrikaans: Daar is niks soos ware liefde)                   | Joachim Relin, Udo Jürgens, Hein Toerien                                                                       | 7"Single: Daar is niks soos ware liefde                                                                  | 1970 | |
| Wakare no asa (japanisch – deutsch – englisch – spanisch) (aka Was ich dir sagen will)  | | Udo Jürgens live in Japan                                                                                | 1973 | |
| Walk Away (Englisch) (aka Warum nur, warum)                                             | Udo Jürgens, Don Black                                                                                         | LP: International 2                                                                                      | 1973 | |
| Walk Away (aka Warum nur, warum)                                                        | Udo Jürgens, Don Black                                                                                         | Udo live ’77                                                                                             | 1977 | & Supremes                                                                                                 |
| Walk Away (Neu)                                                                         | Udo Jürgens, Don Black                                                                                         | CD: Leave A Little Love (2011)                                                                           | 1981 | |
| Wand an Wand                                                                            | | Nachbarn und andere nette Menschen (TV-Serie)                                                            | 1979 | |
| Wann kommt die Liebe?                                                                   | Udo Jürgens | CD: Die Polydor Jahre (2011)                                                                             | 1958 | Vö: Wir fahren, wir fahren… (Single), erste auf Schallplatte veröffentlichte Eigenkomposition              |
| Wärst du nicht du                                                                       | Udo Jürgens, Eckart Hachfeld                                                                                   | CD: Mach dir deine Welt, wie sie dir gefällt (2006)                                                      | 1977 | Vö: Meine Lieder ’77                                                                                       |
| Warum denken traurig macht                                                              | Udo Jürgens, Uli Heuel                                                                                         | CD: Einfach ich                                                                                          | 2008 | |
| Warum nur, warum (aka Peccato che sia finita così / Que pena / Walk Away / Tell Me Why) | Udo Jürgens | CD: Meine Lieder der 60er (1989)                                                                         | 1964 | Vö: Portrait in Musik (1965)                                                                               |
| Warum nur, warum (Neu)                                                                  | Udo Jürgens | | 1972 | |
| Was dich nicht umbringt, gibt dir neue Kraft zum Leben                                  | Udo Jürgens, Uli Heuel                                                                                         | CD: Café Größenwahn                                                                                      | 1993 | |
| Was ich dir sagen will (Deutsch)                                                        | Udo Jürgens, Joachim Fuchsberger                                                                               | CD: Was ich dir sagen will (1997)                                                                        | 1967 | |
| Was ich dir sagen will (Italienisch: Che vuoi che sia)                                  | Franco Migliacci, Udo Jürgens                                                                                  | 7"Single: E’ tutto qui                                                                                   | 1967 | |
| Was ich gerne wär’ für dich                                                             | Udo Jürgens, Wolfgang Hofer                                                                                    | CD: Mitten im Leben                                                                                      | 2014 | |
| Was ist das für ein Land                                                                | Udo Jürgens, Jochen Kramer                                                                                     | CD: Mit 66 Jahren – Was wichtig ist                                                                      | 2000 | |
| Was wär’ diese Welt ohne Lieder                                                         | Udo Jürgens, Oliver Spiecker                                                                                   | LP: Willkommen in meinem Leben                                                                           | 1980 | |
| Was wichtig ist                                                                         | Udo Jürgens, Michael Kunze                                                                                     | CD: Mit 66 Jahren – Was wichtig ist                                                                      | 2000 | |
| Was wichtig ist (Duett)                                                                 | Udo Jürgens, Michael Kunze                                                                                     | CD: Merci, Udo! 2 – Fan-Edition (2017)                                                                   | 2014 | & Helene Fischer                                                                                           |
| Was wirklich zählt auf dieser Welt                                                      | Udo Jürgens, Walter Brandin                                                                                    | CD: Portrait eines Stars (1990)                                                                          | 1968 | Vö: Udo |
| Was wirklich zählt auf dieser Welt (Neu)                                                | Udo Jürgens, Walter Brandin                                                                                    | CD: Aber bitte mit Sahne II                                                                              | 1998 | |
| Was wünschen die Kinder auf unserer Welt?                                               | Udo Jürgens, James Krüss                                                                                       | CD: Merci, Udo! 2 [Christmas Edition] (2017)                                                             | 1973 | Vö: Jonny & Jenny – Alle Kinder dieser Welt 2                                                              |
| Wasser unter den Brücken                                                                | Udo Jürgens, Thomas Christen                                                                                   | CD: Café Größenwahn                                                                                      | 1993 | |
| Wayward Girl (Englisch) (aka Siebzehn Jahr’, blondes Haar)                              | Fred Jay, Udo Jürgens, Frank Bohlen                                                                            | CD: Da capo – Stationen einer Weltkarriere (2022)                                                        | 1978 | Vö: Buenos dias, Argentina – spanische Version (Single)                                                    |
| Weichei                                                                                 | Udo Jürgens, Wolfgang Hofer                                                                                    | CD: Es lebe das Laster                                                                                   | 2002 | |
| Weichei (Neu)                                                                           | Udo Jürgens, Wolfgang Hofer                                                                                    | CD: Es lebe das Laster [2nd Edition]                                                                     | 2003 | |
| Weihnachtszeit – Kinderzeit (aka Tempo di natale)                                       | Udo Jürgens, Heinz Tust                                                                                        | CD: Wünsche zur Weihnachtszeit (1991)                                                                    | 1968 | |
| Weil erstens alles ganz anders kommt                                                    | Joachim Relin, Udo Jürgens, Thomas Hörbiger                                                                    | LP: Seine größten Erfolge                                                                                | 1972 | |
| Weil ich deine Liebe brauche, bin ich hier                                              | Udo Jürgens, Michael Kunze                                                                                     | LP: Udo ’75 – Ein neuer Morgen                                                                           | 1975 | |
| Weil ich verliebt in dich bin                                                           | Klaus Munro | Annelie-Annelou (TV)                                                                                     | 1962 | |
| Weißt Du noch? (Sternstunden)                                                           | Udo Jürgens, Michael Kunze                                                                                     | CD: Deinetwegen                                                                                          | 1986 | |
| Weißt du, wie krank dich Liebe machen kann?                                             | Udo Jürgens | LP: Meine Lieder ’77                                                                                     | 1977 | |
| Wenn der letzte Vorhang fällt                                                           | Udo Jürgens, Walter Brandin                                                                                    | LP: Eine Rose für dich (Compilation)                                                                     | 1969 | |
| Wenn der Sommer zu Ende geht                                                            | Udo Jürgens, Thomas Hörbiger, Vasilij Pavlovič Solov’ёv-Sedoj                                                  | CD: Mein Lied für dich (2008)                                                                            | 1968 | |
| Wenn die Nacht vergeht (aka Refrain per lei)                                            | Udo Jürgens | LP: Was ich dir sagen will                                                                               | 1967 | |
| Wenn du diesen Brief erhältst                                                           | Joachim Relin, Udo Jürgens                                                                                     | LP: Portrait in Musik 2                                                                                  | 1967 | |
| Wenn du mich liebst (aka Una ragazza da week-end)                                       | Udo Jürgens, Walter Brandin                                                                                    | LP: Udo ’71                                                                                              | 1970 | |
| Wenn ein Lied so wär’ wie du                                                            | Udo Jürgens, Wolfgang Hofer                                                                                    | CD: Der ganz normale Wahnsinn                                                                            | 2011 | |
| Wenn ein Stern vom Himmel fällt                                                         | Udo Jürgens, Wolfgang Hofer                                                                                    | CD: Es werde Licht – Meine Winter- und Weihnachtslieder                                                  | 2003 | |
| Wenn es kracht, Signorina                                                               | Hugues Aufray, Thomas Christen (Hugues Aufray 1964)                                                            | CD: Sempre Roma                                                                                          | 1990 | & Deutsche Fußballnationalmannschaft                                                                       |
| Wenn ich nach Hause komm’                                                               | Udo Jürgens, Thomas Christen                                                                                   | CD: Es lebe das Laster                                                                                   | 2002 | |
| Wenn Jenny und Jonny verreisen                                                          | Udo Jürgens, James Krüss                                                                                       | LP: Jonny & Jenny – Alle Kinder dieser Welt                                                              | 1971 | |
| Wenn nicht wir, wer dann?                                                               | Udo Jürgens, Thomas Christen                                                                                   | CD: Es lebe das Laster                                                                                   | 2002 | |
| Wer hat das Tor so klein gemacht?                                                       | Udo Jürgens, Wolfgang Hofer                                                                                    | LP: Buenos dias, Argentina                                                                               | 1978 | & Deutsche Fußballnationalmannschaft                                                                       |
| Wer hat meine Zeit gefunden?                                                            | Udo Jürgens, Katharina Gerwens                                                                                 | CD: Lieder, die im Schatten stehen 3+4 (1998)                                                            | 1971 | Vö: Zeig mir den Platz an der Sonne                                                                        |
| Wer hat meine Zeit gefunden? (Neu)                                                      | Udo Jürgens, Katharina Gerwens                                                                                 | CD: Gestern – heute – morgen                                                                             | 1996 | |
| Wer hat schon solche Beine?                                                             | Udo Jürgens, Wolfgang Hofer                                                                                    | LP: Buenos dias, Argentina                                                                               | 1978 | & Deutsche Fußballnationalmannschaft                                                                       |
| Wer ist der? (aka Qui-est il)                                                           | Udo Jürgens | CD: Lieder, die im Schatten stehen 3+4 (1998)                                                            | 1972 | Vö: Ich bin wieder da                                                                                      |
| Wer ist er?                                                                             | Udo Jürgens, Walter Brandin                                                                                    | CD: Udo ’70 (2004)                                                                                       | 1969 | |
| Wer liebt, der ist niemals allein                                                       | Udo Jürgens, Ralph Siegel                                                                                      | LP: Es ist Zeit für die Liebe                                                                            | 1973 | |
| Wer nie verliert, hat den Sieg nicht verdient                                           | Udo Jürgens, Michael Kunze                                                                                     | CD: Ohne Maske                                                                                           | 1989 | |
| Wer spricht schon vom Verlierer?                                                        | Udo Jürgens, Michael Kunze                                                                                     | LP: Buenos dias, Argentina                                                                               | 1978 | & Deutsche Fußballnationalmannschaft                                                                       |
| Wer zählt die Tränen?                                                                   | Walter Brandin, Alain Goraguer                                                                                 | LP: Udo Jürgens (Compilation)                                                                            | 1968 | |
| When the Saints Go Marching In (Englisch) (Fassung 1961)                                | | DVD: Und du mein Schatz bleibst hier (2016)                                                              | 1961 | Musikfilm                                                                                                  |
| When the Saints Go Marching In (Englisch) (Fassung 1964)                                | | EP: Udo Jürgens                                                                                          | 1964 | |
| White Christmas (Englisch)                                                              | Irving Berlin (Bing Crosby & Marjorie Reynolds dubbed by Martha Mears with Bob Crosby Orchestra & Chorus 1942) | CD: Die schönsten Lieder zur Weihnachtszeit (2023)                                                       | 1968 | Vö: Wünsche zur Weihnachtszeit                                                                             |
| White Christmas (Italienisch: Bianco Natale)                                            | Irving Berlin (Bing Crosby & Marjorie Reynolds dubbed by Martha Mears with Bob Crosby Orchestra & Chorus 1942) | CD: Leise rieselt der Schnee (1997)                                                                      | 1970 | Vö: LP: Buon Natale da Udo Jürgens                                                                         |
| Wie im Himmel so auf Erden                                                              | Udo Jürgens, Thomas Christen                                                                                   | CD: Ohne Maske                                                                                           | 1989 | |
| Wie könnt’ ich von dir gehen                                                            | Udo Jürgens | CD: Udo ’70 (2004)                                                                                       | 1969 | Text in Anlehnung an If Ever I Would Leave You aus dem Musical Lancelot, gesungen von Robert Goulet (1960) |
| Wie könnt’ ich von dir gehen (Neu 1)                                                    | Udo Jürgens | CD: Sogar Engel brauchen Glück                                                                           | 1989 | |
| Wie könnt’ ich von dir gehen (Neu 2)                                                    | Udo Jürgens | CD: Gestern – heute – morgen                                                                             | 1996 | |
| Wie nennt man das Gefühl                                                                | Udo Jürgens, Hans Gmür, Eckart Hachfeld, Walter Brandin                                                        | CD: Lieder, die im Schatten stehen 3+4 (1998)                                                            | 1972 | Vö: Ich bin wieder da                                                                                      |
| Wie nennt man das Gefühl (Instrumental)                                                 | Udo Jürgens, Hans Gmür, Eckart Hachfeld, Walter Brandin                                                        | Promo Single: Wie nennt man das Gefühl                                                                   | 1973 | |
| Wie schön ist diese Welt                                                                | | LP: Eine Rose für dich (Compilation)                                                                     | 1969 | |
| Wieder allein                                                                           | Udo Jürgens, Wolfgang Hofer                                                                                    | 7" Single: Muddy Water                                                                                   | 1973 | |
| Wien                                                                                    | Udo Jürgens, Wolfgang Hofer                                                                                    | CD: Lieder voller Poesie (2007)                                                                          | 1978 | Vö: Nur ein Lächeln                                                                                        |
| Wilde Kirschen                                                                          | Udo Jürgens, Michael Kunze, Ralf Nowy                                                                          | CD: Meine Lieder – Die großen Erfolge (1984)                                                             | 1974 | Vö: Udo heute                                                                                              |
| Willkommen in meinem Leben                                                              | Udo Jürgens, Wolfgang Hofer                                                                                    | LP: Willkommen in meinem Leben                                                                           | 1981 | |
| Wings Of Love                                                                           | Udo Jürgens, Thomas Christen                                                                                   | CD: Geradeaus!                                                                                           | 1991 | & Sonja Kimmons & Yvonne Moore                                                                             |
| Wir                                                                                     | Udo Jürgens, Michael Kunze                                                                                     | CD: Ohne Maske                                                                                           | 1989 | |
| Wir fahren, wir fahren…                                                                 | Carl Ulrich Blecher, Jim Lowe [II]                                                                             | CD: Die Polydor Jahre (2011)                                                                             | 1958 | Vö: Wir fahren, wir fahren… (Single)                                                                       |
| Wir müssen lernen                                                                       | Udo Jürgens | CD: Star Festival – Gold-Serie (1987)                                                                    | 1973 | Vö: Es ist Zeit für die Liebe                                                                              |
| Wir reisten um die Welt herum                                                           | Udo Jürgens, James Krüss                                                                                       | CD: Die Blumen blühn überall gleich – Seine schönsten Kinderlieder mit den Texten von James Krüss (2023) | 1973 | Vö: Jonny & Jenny – Alle Kinder dieser Welt 2                                                              |
| Wir sind schon auf dem Brenner                                                          | Udo Jürgens, Friedhelm Lehmann                                                                                 | CD: Sempre Roma                                                                                          | 1990 | & Deutsche Fußballnationalmannschaft                                                                       |
| Wir singen für dich                                                                     | Udo Jürgens, Wolfgang Hofer                                                                                    | CD: Lieder, die im Schatten stehen 7 (1998)                                                              | 1979 | Vö: Nur ein Lächeln                                                                                        |
| Wir wandern                                                                             | Udo Jürgens, James Krüss                                                                                       | CD: Die Blumen blühn überall gleich – Seine schönsten Kinderlieder mit den Texten von James Krüss (2023) | 1971 | Vö: Jonny & Jenny – Alle Kinder dieser Welt                                                                |
| Wir werden das Weltall bereisen                                                         | Udo Jürgens, James Krüss                                                                                       | CD: Die Blumen blühn überall gleich – Seine schönsten Kinderlieder mit den Texten von James Krüss (2023) | 1971 | Vö: Jonny & Jenny – Alle Kinder dieser Welt                                                                |
| Wir zwei                                                                                | Udo Jürgens, Thomas Christen                                                                                   | CD: Das blaue Album                                                                                      | 1988 | |
| Without You (Englisch) (aka Du sollst die Welt für mich sein)                           | Udo Jürgens, Claude Carrère, André Salvet                                                                      | LP: Portrait in Musik                                                                                    | 1965 | |
| Witschi Watschi                                                                         | Udo Jürgens, James Krüss                                                                                       | CD: Die Blumen blühn überall gleich – Seine schönsten Kinderlieder mit den Texten von James Krüss (2023) | 1973 | Vö: Jonny & Jenny – Alle Kinder dieser Welt 2                                                              |
| Wo finde ich dich?                                                                      | Udo Jürgens, Thomas Christen                                                                                   | CD: Einfach ich                                                                                          | 2008 | |
| Wo ist der Sommer geblieben?                                                            | Udo Jürgens | CD: Merci, Udo! 2 (2017)                                                                                 | 1966 | Vö: Portrait in Musik 2 (1967)                                                                             |
| Wo ist hier denn ein Mädel?                                                             | | Lilly, ein Mädchen aus der Großstadt (Film)                                                              | 1958 | |
| Wo mag die Liebe sein? (aka Oh, What a Fool I’ve Been)                                  | Jean Nicolas, Erich Werner                                                                                     | CD: Die Polydor Jahre (2011)                                                                             | 1960 | Vö: Jenny (Single)                                                                                         |
| Wohin geht die Liebe, wenn sie geht?                                                    | Udo Jürgens, Katharina Gerwens                                                                                 | CD: Mitten im Leben                                                                                      | 2014 | |
| Wohl denen, die lieben                                                                  | Michael Kunze, Ralph Siegel                                                                                    | LP: Es ist Zeit für die Liebe                                                                            | 1973 | |
| Womit hab ich dich verdient                                                             | Udo Jürgens, Uli Heuel                                                                                         | CD: Ohne Maske                                                                                           | 1989 | |
| Worried Man (Englisch)                                                                  | | LP: Let’s Sing Udo                                                                                       | 1973 | |
| Wort                                                                                    | Udo Jürgens, Oliver Spiecker                                                                                   | LP: Udo ’80                                                                                              | 1979 | & Berliner Philharmoniker                                                                                  |
| Wünsche sind wie Wolken                                                                 | Udo Jürgens, James Krüss                                                                                       | CD: Leise rieselt der Schnee (1997)                                                                      | 1974 | Vö: Wenn es Weihnachten wird                                                                               |
| Wünsche zur Weihnachtszeit (Deutsch)                                                    | Udo Jürgens, Heinz Trust                                                                                       | CD: Wünsche zur Weihnachtszeit (1991)                                                                    | 1968 | |
| Wünsche zur Weihnachtszeit (Italienisch: C’è una stella in ciel)                        | Udo Jürgens, Heinz Trust                                                                                       | CD: Die schönsten Lieder zur Weihnachtszeit (2023)                                                       | 1970 | Vö: Buon Natale da Udo Jürgens                                                                             |
| Wunderknaben                                                                            | | Wunderknaben (Single)                                                                                    | 1998 | & Österreichischen Fußballnationalteam                                                                     |
| Wunderknaben (Instrumental)                                                             | | Wunderknaben (Single)                                                                                    | 1998 | |

## X, Y, Z
| Originaltitel bzw. Titel in anderen Sprachen                    | Autoren                                        | Album oder sonstiger Tonträger                     | Jahr | Bemerkungen                                                |
| --------------------------------------------------------------- | ---------------------------------------------- | -------------------------------------------------- | ---- | ---------------------------------------------------------- |
| Yesterday (Englisch)                                            | John Lennon, Paul McCartney (The Beatles 1965) | CD: Was ich dir sagen will (1997)                  | 1967 |                                                            |
| Yo creo (Spanisch) (aka Ich glaube)                             | Udo Jürgens, Walter Brandin, Raúl Alexis       | CD: Die schönsten Lieder zur Weihnachtszeit (2023) | 1969 | Vö: Udo international (Compilation)                        |
| Yo vi una rosa (Spanisch) (aka So wie eine Rose)                |                                                | Udo Jürgens (mexikanische Compilation)             | 1967 |                                                            |
| Zärtlicher Chaot                                                | Udo Jürgens, Uli Heuel                         | CD: Zärtlicher Chaot                               | 1995 |                                                            |
| Zehn nach elf                                                   | Udo Jürgens, Wolfgang Hofer                    | CD: Mitten im Leben                                | 2014 |                                                            |
| Zeig mir den Platz an der Sonne (aka Dis-moi le nom de ton ile) | Udo Jürgens, Eckart Hachfeld                   | CD: Meine Lieder der 70er (1989)                   | 1971 | Vö: Zeig mir den Platz an der Sonne                        |
| Zeig mir den Platz an der Sonne (Neu)                           | Udo Jürgens, Eckart Hachfeld                   | CD: Aber bitte mit Sahne II                        | 1998 |                                                            |
| Zieh den Kopf aus der Schlinge, Bruder John                     | Ralph Siegel, Günther Behrle, Ralf Nowy        | CD: Star Festival – Gold-Serie (1987)              | 1974 | Vö: Udo heute                                              |
| Zigarettenrauch in meinen Augen                                 | Udo Jürgens, Michael Kunze                     | CD: Lieder, die im Schatten stehen 3+4 (1998)      | 1974 | Vö: Meine Lieder                                           |
| Zorn und Zärtlichkeit                                           | Udo Jürgens, Uli Heuel                         | CD: Geradeaus!                                     | 1991 |                                                            |
| Zu Hause blüht jetzt der Flieder                                | Dieter Rasch, Peter Göhler, Hannes Braun [II]  | CD: Aller Anfang ist schwer (2008)                 | 1957 | & Octavios / Vö: Zu Hause blüht jetzt der Flieder (Single) |
| Zum dritten Mal 25                                              |                                                | Der ganz normale Wahnsinn live                     | 2012 |                                                            |
| Zwischen Böse und Gut                                           | Udo Jürgens, Friedhelm Lehmann                 | CD: Hautnah                                        | 1984 |                                                            |